# Peinture chinoise
La peinture chinoise, l'une des formes de l'art chinois, désigne toute forme de peinture originaire de Chine ou pratiquée en Chine ou par des artistes chinois hors de Chine.
La peinture chinoise sur rouleaux est très célèbre. Elle se présente sous divers formats verticaux ou horizontaux, et le support peut être en soie ou en papier. Mais il existe aussi de nombreuses peintures sur éventails de soie ou de papier, et des albums de, souvent, douze feuilles. Par ailleurs la peinture murale a été très employée dans les palais et dans les temples ; les tombes en ont conservé de vastes ensembles. La céramique chinoise est aussi un support, tridimensionnel, pour la peinture et ce depuis la préhistoire de la Chine. Actuellement, l'art contemporain chinois se permet d'employer une multitude de supports pour la peinture et de l'intégrer dans des ensembles multimédia.
Les fonctions traditionnelles de la peinture en Chine sont multiples : rituelle, religieuse et ornementale dès l'origine, elle eut aussi des fonctions mémorielles, de divertissement, éducatives, poétiques et philosophiques, cherchant à procurer un sentiment de sérénité, voire de purification morale. Traditionnellement les peintures chinoises sont classées en trois grands groupes : la peinture de personnages, la peinture de paysage et la peinture de fleurs et d'oiseaux.
Pour prendre l'exemple le plus connu de la peinture de paysage, c'est sa dimension expressive qui en fait, en Chine, la valeur essentielle et la poésie calligraphiée l'accompagne naturellement, car cette peinture se lit. Ce type de paysage est né par l'exercice de certains lettrés qui revendiquent leur pratique d'amateurs et non de professionnels. Habiles au pinceau par leur travail quotidien d'administrateurs ou leur rapport constant à l'exercice de l'écrit et à l'appréciation de l'écrit à l'encre sur un support blanc, les lettrés ont pratiqué la réduction des moyens traditionnels de la peinture chinoise : la couleur appliquée avec soin a quasiment disparu au profit de l'encre simplement additionnée ou non d'eau. Ce mouvement de peinture lettrée s'est manifesté à partir de la dynastie Song, dès le XIe siècle et au cours des siècles suivants jusqu'à incarner la peinture chinoise dans l'esprit du public. La peinture produite par cette élite lettrée se distingue des autres peintures, celles qui sont plus séduisantes et qui frappent le regard par leur précision ou leur puissance narrative et qui existent depuis bien plus longtemps, sans pour autant disparaître ensuite. Ces peintures séduisantes ou narratives, ces portraits de famille ou de héros, ces peintures religieuses ont été pratiquées, de tous temps, par des artistes professionnels, voire des familles d'artistes professionnels, avec souvent leur style, voire leur spécialité.
Enfin la complexité des questions esthétiques débattues et la sophistication de la littérature conservée se rapportant à la peinture et à la calligraphie caractérisent la peinture chinoise à travers les siècles depuis au moins la dynastie Han.

## La peinture chinoise avant l'Empire

### Les cultures néolithiques (duVIeau début duIIemillénaire avant notre ère).

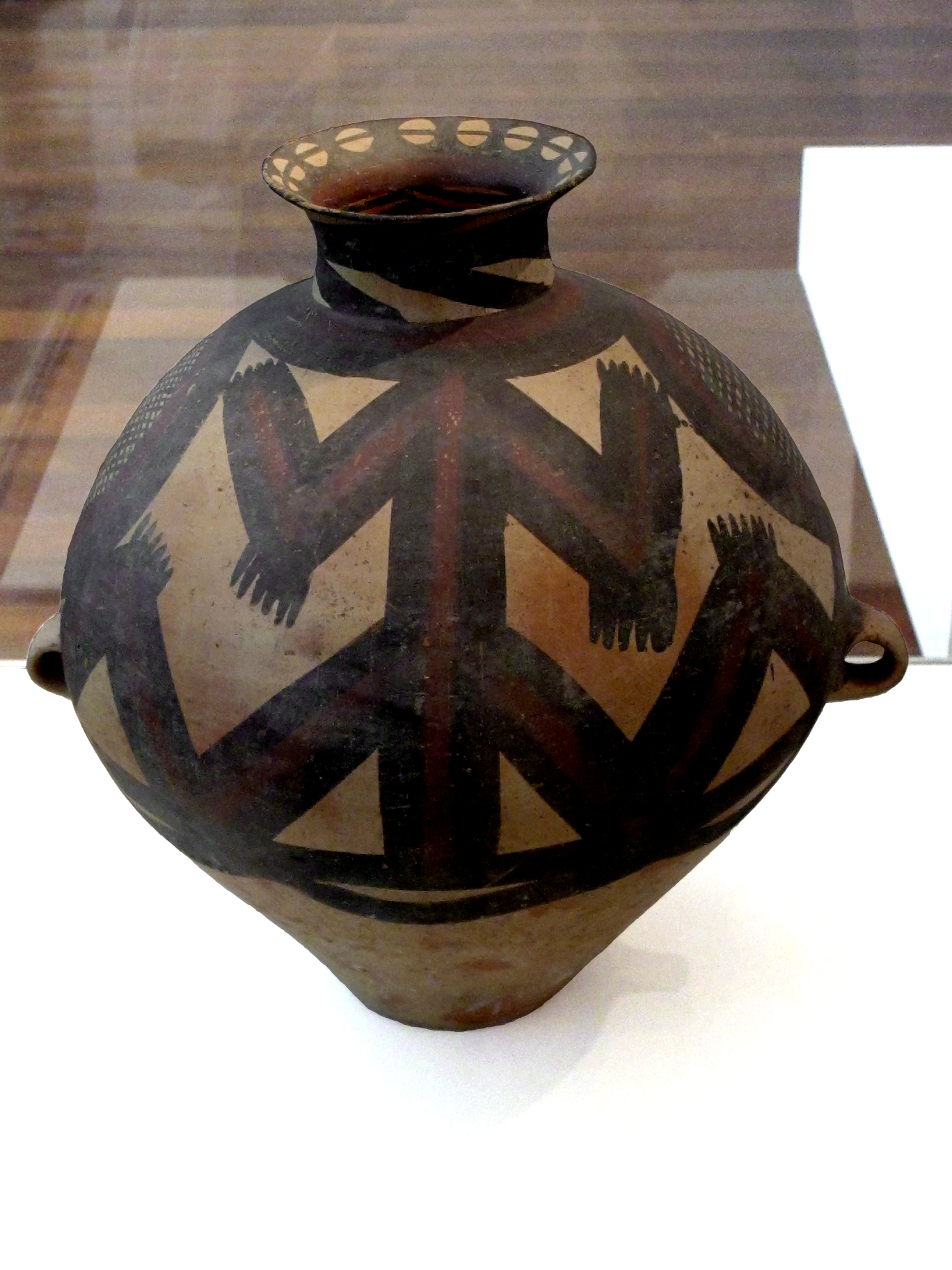
Grande jarre. Culture de Majiayao, phase de Machang, fin du IIIe millénaire av.n.è. Terre cuite rosée, peinte en rouge et brun. Musée Guimet.

La peinture apparaît dès le Néolithique et probablement dès le Paléolithique sur les parois peintes des abris sous roche, mais les datations restent encore imprécises. La peinture se manifeste aussi sur les poteries néolithiques, avec une grande maîtrise de l'espace déterminé par la forme de la poterie et par la zone réservée à la peinture, et où elle se structure, se compose dans ce cadre. Les surfaces de terre de la céramique peinte sont soigneusement polies. Sur les sites de la culture de Yangshao les dessins sont majoritairement dérivés de formes plus ou moins stylisées : masques et poissons au cours de la phase de Banpo, compositions florales au cours de la phase de Miaodigou, mais compositions géométriques au cours de la phase de Dahecun III. Dans le Néolithique récent de la culture de Majiayao au cours de la phase Machang, les grandes figures zoomorphes (qui semblent styliser une figure humaine, dont la tête coïncide parfois précisément avec l'ouverture de la jarre décorée) structurent et rythment l'espace des poteries. Dans cette peinture sur céramique la couleur est appliquée avec, semble-t-il, une grande variété de pinceaux. Aucune retouche n'étant possible, les tracés se font d'un seul jet. Mais ceci n'exclut pas que l'on ait procédé à des essais, comme ce fut le cas ensuite pour les peintres de la période impériale.

### Les dynasties royales de l'Antiquité (2200 — 221 avant notre ère)

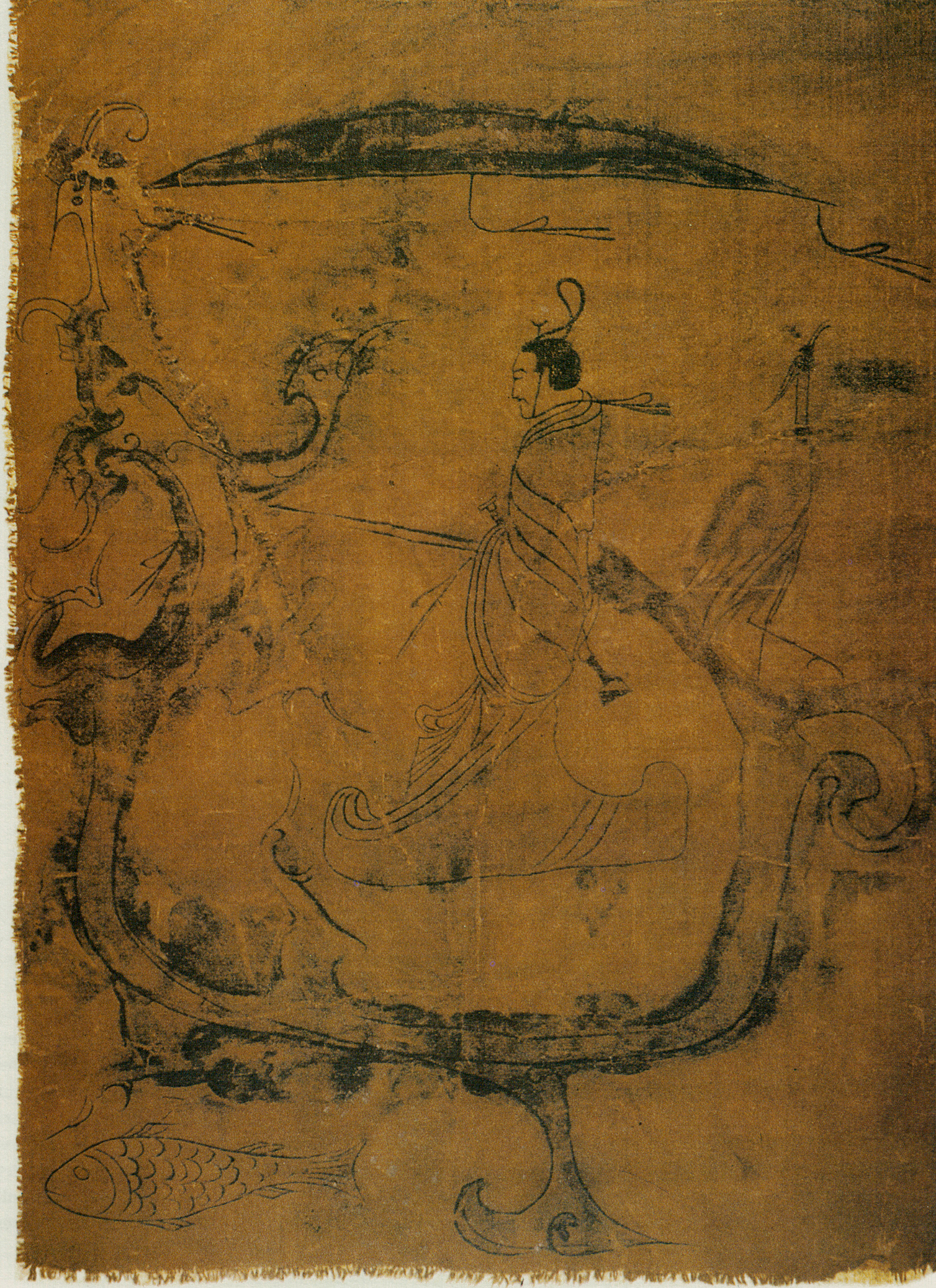
Gentilhomme chevauchant un dragon. Encre sur soie. Hunan. (Période des Royaumes combattants),. Musée provincial du Hunan

L'écriture sous forme de traits déposés par un pinceau et une encre apparaît sur les carapaces, ou plaques ventrales de tortues découvertes par des fouilles conduites dès 1936 à Anyang. De l'écriture oraculaire à l'art de l'écriture il y a eu quelques siècles, mais les matériaux et la pratique de base étaient présents dans les traditions attachées aux classes dirigeantes dès la dynastie Shang.
Le savoir-faire des peintres-potiers se poursuivit au cours des dynasties antiques et sous l'empire, sur les figurines animales ou humaines déposées dans les tombes : les mingqi peints (et souvent « vêtus », comme nos poupées), mais cela bien plus tard : au plus tôt à la fin de la période des Royaumes combattants, mais essentiellement sous les Han. Au cours de l'Antiquité (au moins) les objets laqués furent très souvent couverts de motifs géométriques et de représentations peintes au trait. Le tracé y est précis, avec un goût de la prouesse dans la longueur du trait régulier, et d'une grande économie pour évoquer des animaux et diverses figures. Les plus anciennes peintures sur soie (帛画 / 帛畫, bóhuà) actuellement découvertes datent du IIIe siècle av. J.-C., dans la province du Hunan. L'une, conservée sur son support de soie, essentiellement au simple trait d'encre, manifeste une dextérité et une subtilité évidentes à évoquer un gentilhomme, vu de profil dans le vent, chevauchant un dragon qui porte sur sa queue une grue, l'oiseau de bon augure dans la Chine ancienne. La stylisation par la courbe tendue génère l'effet de mouvement qui convient à ce groupe peint sur ce qui semble une bannière funéraire. Le mouvement y est efficacement suggéré par les attitudes, légèrement déportées vers l'arrière, et par les accessoires flottant presque à l'horizontale,.

## La peinture chinoise sous l'empire
La peinture chinoise sous l'empire est dénommée en chinois 中国画 zhōngguó huà, peinture chinoise, ou 国画 guó huà, peinture du pays, en opposition à la peinture chinoise d'inspiration occidentale apparue au XIXe siècle. On peut la considérer comme une branche autonome de la calligraphie chinoise, dont elle partage le médium, fondé sur les quatre trésors du lettré : pinceau chinois, bâton d'encre, pierre à encre (pour moudre le bâton d'encre et le diluer dans l'eau) et papier (papiers de fibres textiles : mûrier à papier appelé par erreur « papier de riz » ou « papier de soie », lin, chanvre). Mais avant le support papier, la soie a été le support traditionnel.
La peinture chinoise classique est constituée d'un ensemble de genres typiques de l'Extrême-Orient, et qui sont à l'origine des techniques de peintures que l'on trouve aussi en Corée et au Japon.

### Les genres dans la peinture chinoise. Galeries de peintures.
À côté de la peinture de lettrés et de celle qui plaisait au public en général, il existe une importante peinture religieuse dévotionnelle ou rituelle dans les temples et autres lieux de culte, ainsi que dans les tombes et dont il ne subsiste que certaines peintures murales, surtout dans les grottes peintes comme celles de Mogao à Dunhuang. Il existe aussi une peinture érotique en Chine, qui commence à être mieux connue qu'auparavant. D'autre part, ces catégories doivent être entendues au sens large, c'est pourquoi la « Peinture de personnages » (人物画 rénwù huà) comprend un grand nombre de formes qui intègrent la figure humaine. Ainsi une peinture « Fleurs et oiseaux » ne comporte pas nécessairement des oiseaux comme c'est le cas pour la peinture de Li Di. Cependant les peintures de « Fleurs et oiseaux » souvent réalisées par des peintres professionnels ne peuvent être confondues avec les peintures ayant pour sujet unique ou partiel des bambous, en général réalisés par des lettrés (comme Wu Zhen). Mais ces derniers ne se sont pas empêchés de réaliser des peintures de « fleurs et oiseaux », voire d'insectes, de poissons, avec les nuances propres à la peinture de lettrés (comme Qian Xuan).
La peinture d'architecture est le seul genre où l'usage de la règle et du compas est non seulement toléré, mais explicitement encouragé. Par ailleurs le contact avec les peintres jésuites a eu un certain effet sur la représentation des paysages architecturés, dont ceux de Jiao Bingzhen (1689-1726), le premier à avoir intégré cette influence.

#### Paysages et peintures narratives
- « Peintures de paysages » Shanshui (山水画 shānshuǐ huà)

Xia Gui. Vue claire et lointaine de rivières et de montagnes, vers 1200. Encre sur papier, rouleau portatif en longueur 46,5 × 889 cm. Musée National du Palais, Taipei
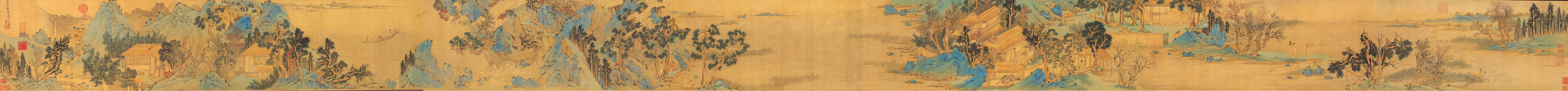
Wen Zhengming. Copie de la "Seconde ode à la Falaise rouge" de Zhao Bosu, 1548. Encre et couleurs sur soie 31,5 × 541,6 cm. Musée National du Palais. Peinture narrative en 7 scènes[10], style bleu et vert.

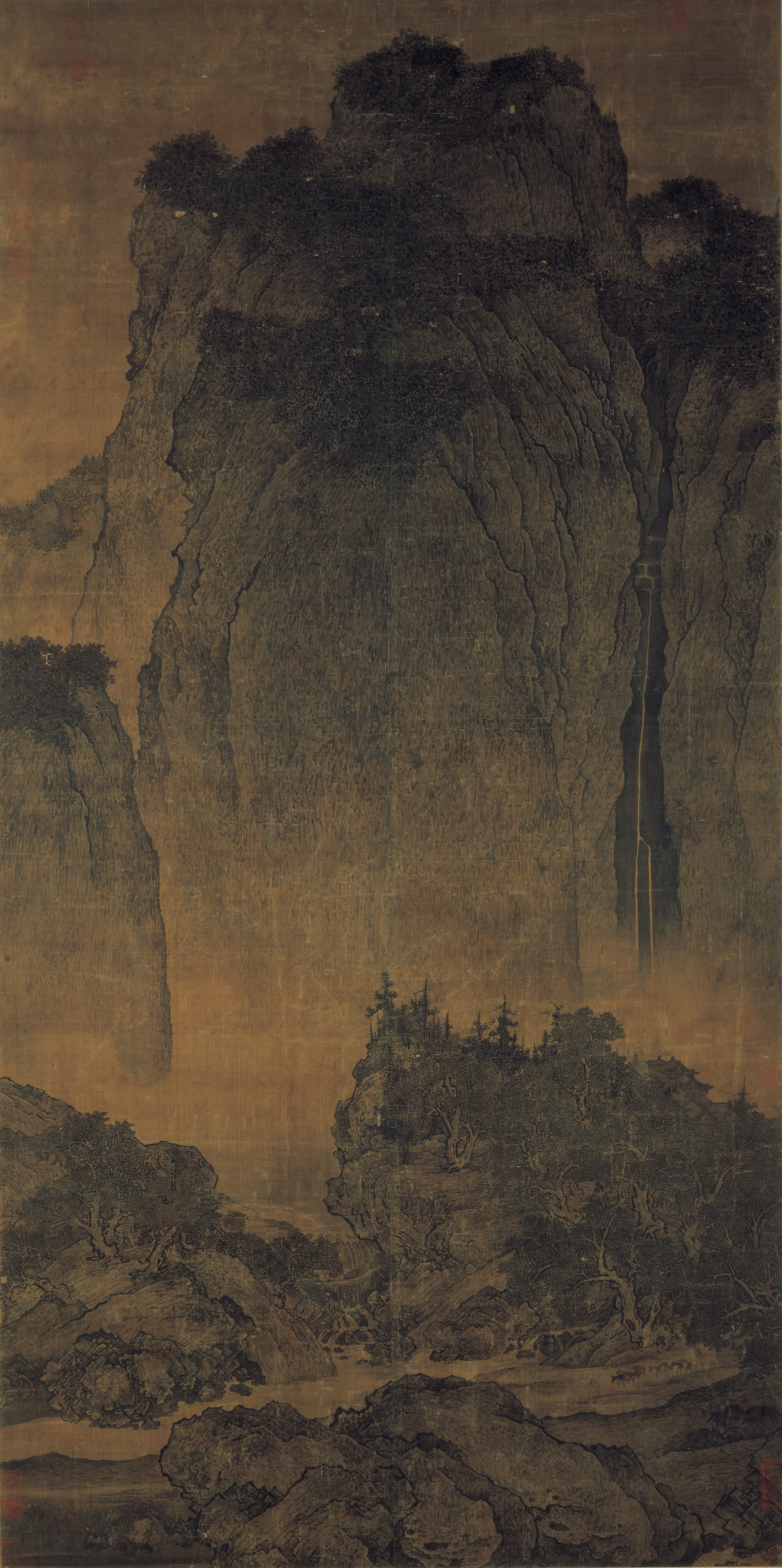
Shanshui : Voyageurs parmi les torrents et les montagnes, Fan Kuan, actif vers 960-1031, Song du Nord, rouleau vertical mural, encre et couleurs sur soie, 206,3 × 103,3 cm, Musée national du palais
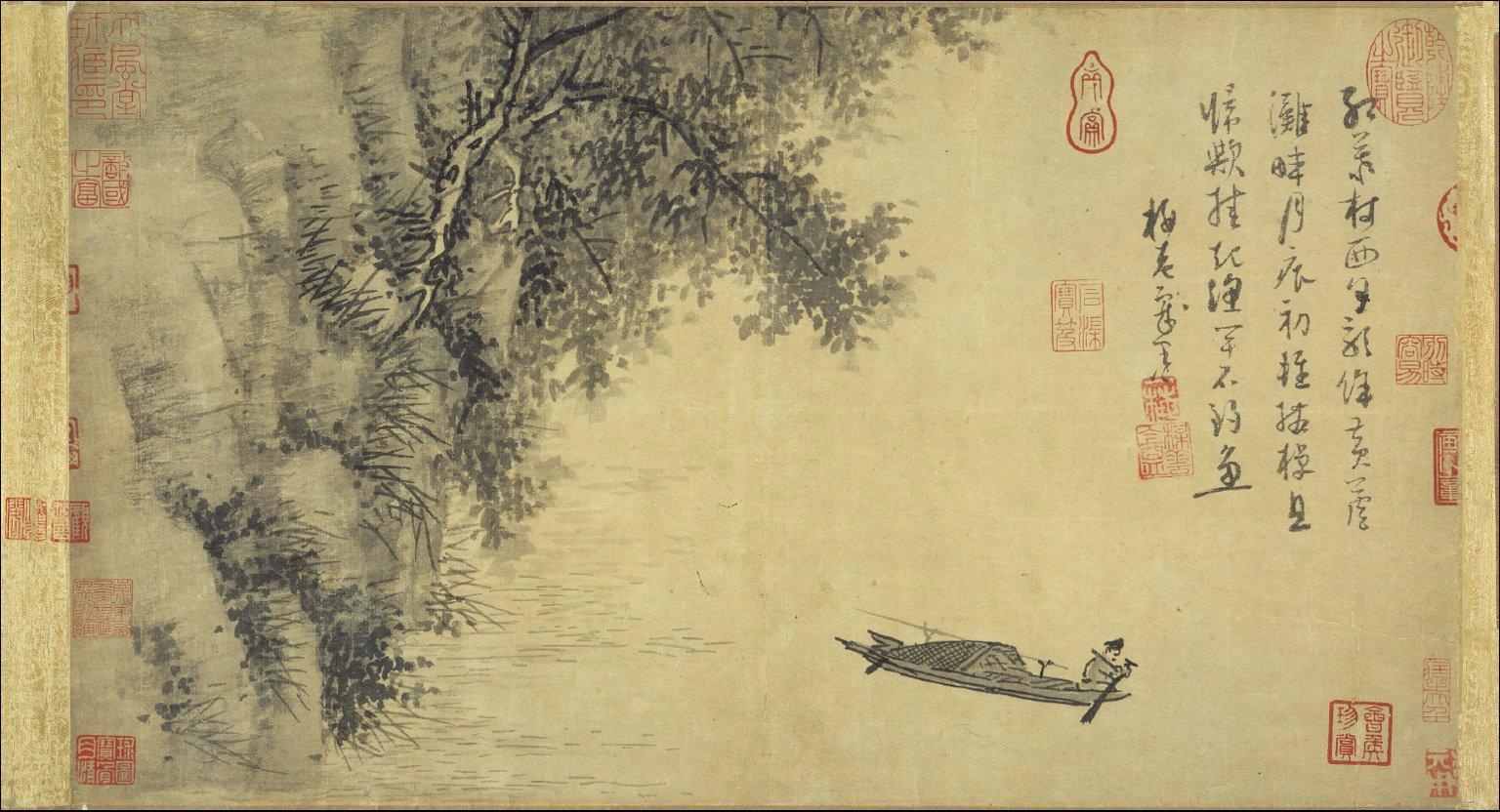
Shanshui : Un pêcheur, Wu Zhen v.1350, dynastie Yuan. rouleau horizontal, encre sur papier 24,8 × 43,2 cm. Metropolitan Museum of Art
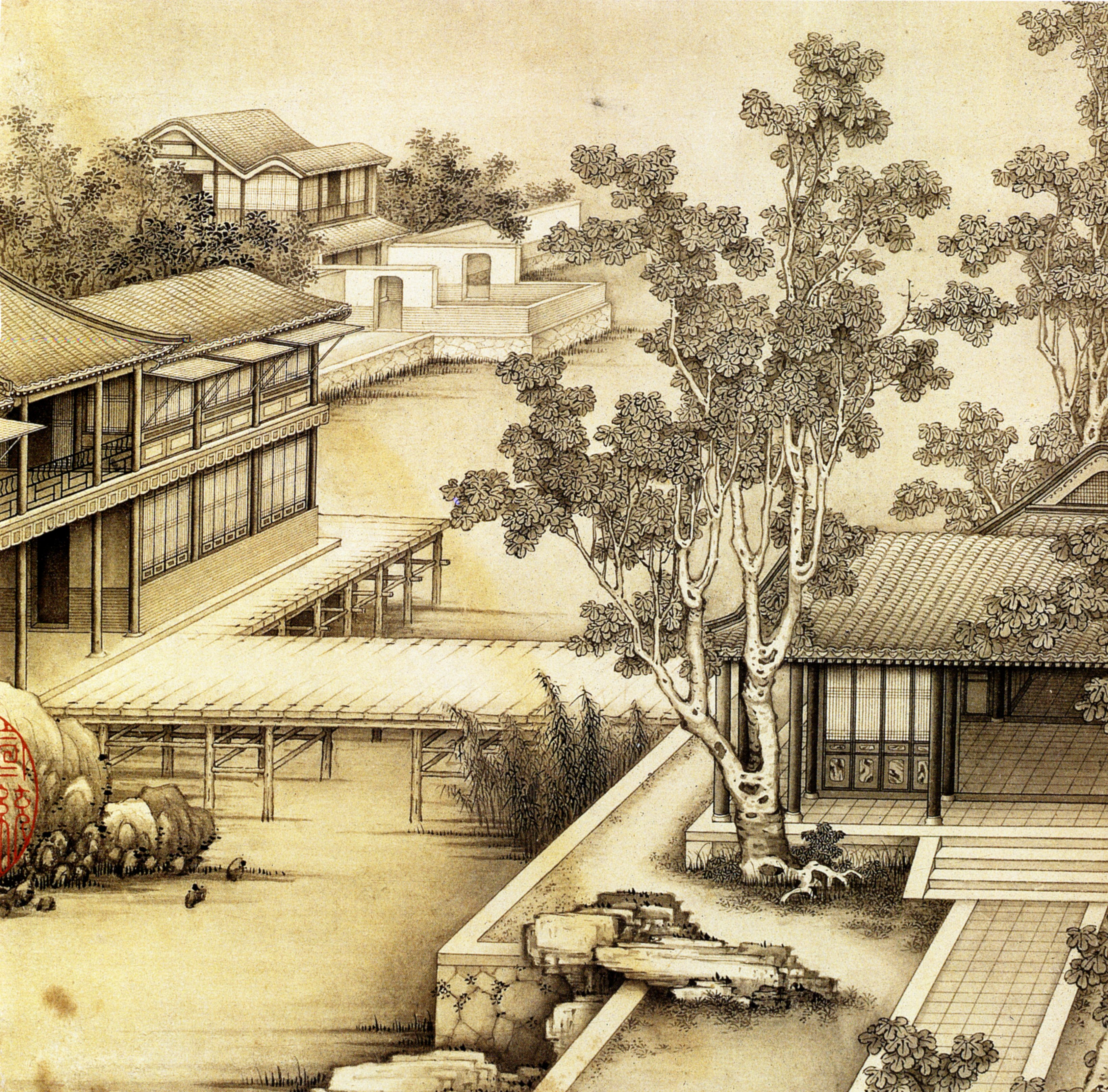
Paysage. Jiao Bingzhen, 1689-1726, dynastie Qing. Encre sur papier, 26,4 × 26,2 cm. Page d'album. Musée National du Palais. Taipei

#### Fleurs et oiseaux
- « Peintures de fleurs et oiseaux » (花鸟画 huāniǎo huà), « Herbes et insectes » (草虫, cǎochóng), « Rochers et bambous »

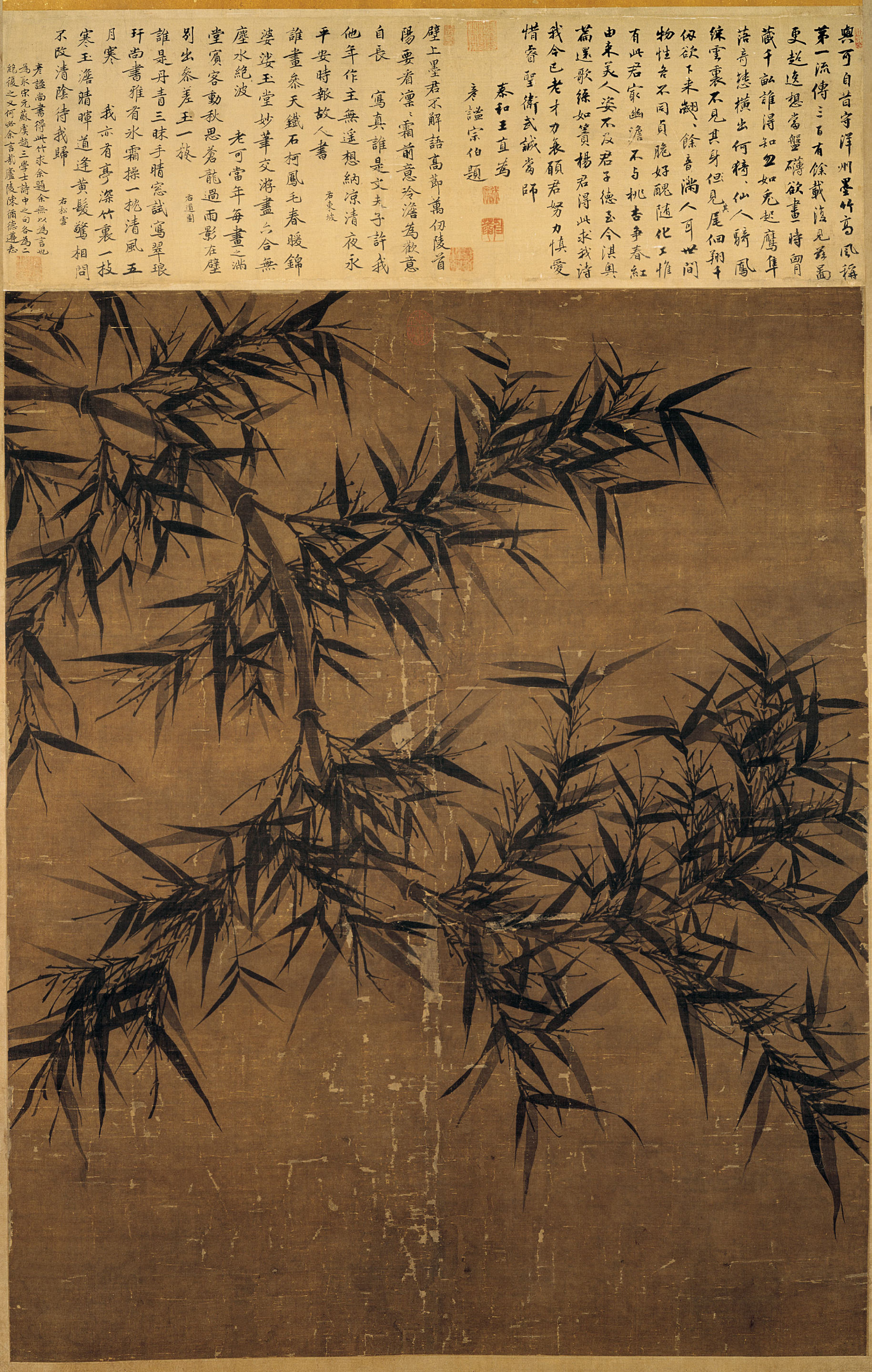
Bambou, Wen Tong (1018-1079), Song du Nord. Rouleau vertical, vers 1072, encre sur soie, 132,6 × 105,4 cm, Musée national du palais, Taipei.
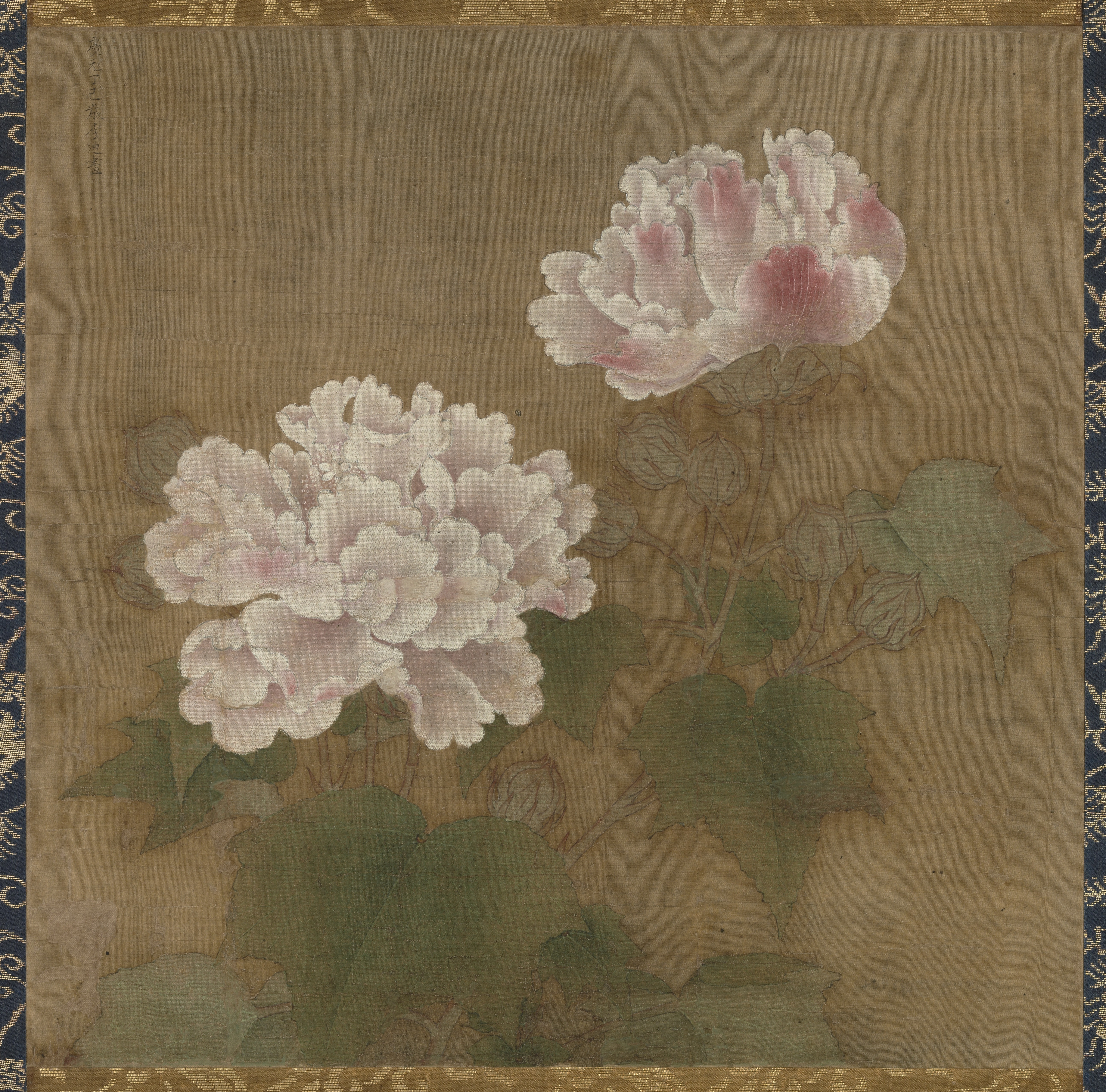
Fleurs d'hibiscus rouge (avec Fleurs d'hibiscus blanc ensemble de deux peintures :Caprice de femme), Li Di, 1197, Song du Sud, encre et couleurs sur soie, 25,2 × 25,5 cm. Tokyo, National Museum. Hibiscus Cotton Roses
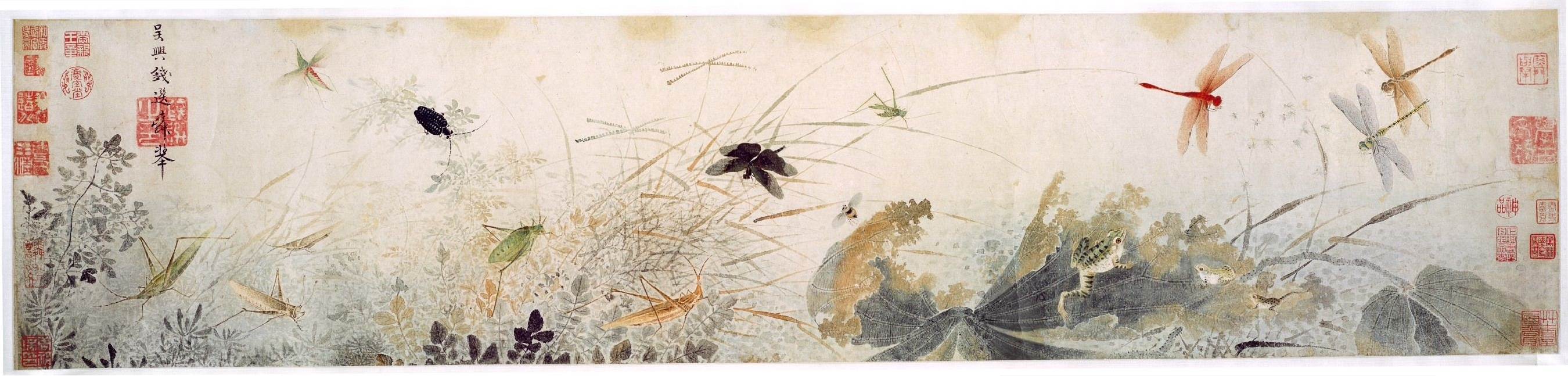
En automne au bord de l'étang, attribué à Qian Xuan (1235- après 1301), dynastie Yuan. Rouleau horizontal, encre et couleurs sur papier 26.7 × 120,7 cm, Detroit Institute of Arts, Détroit, États-Unis
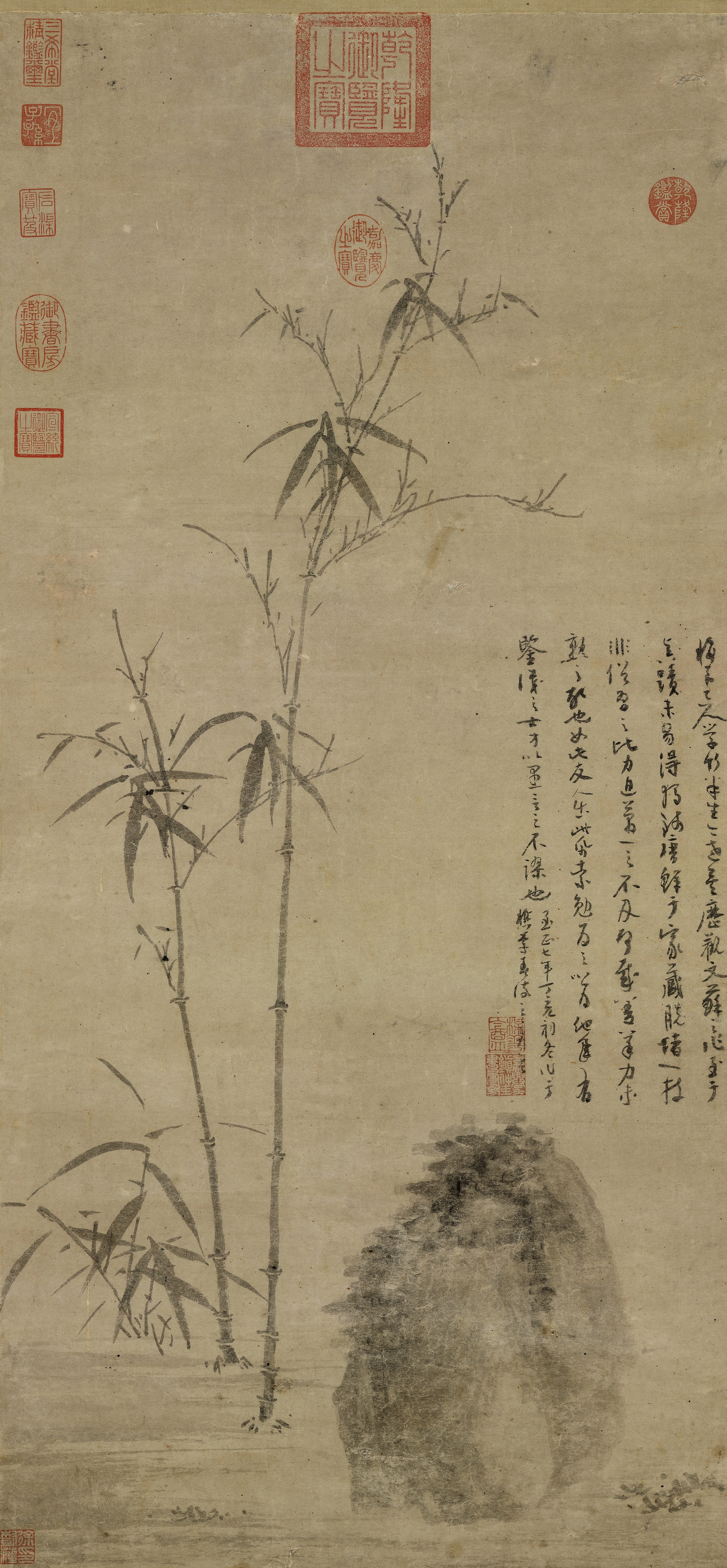
Bambous et rochers, Wu Zhen, 1347, dynastie Yuan. Encre sur papier, rouleau vertical, 90,6 × 42,5 cm, Musée national du palais, Taipei.
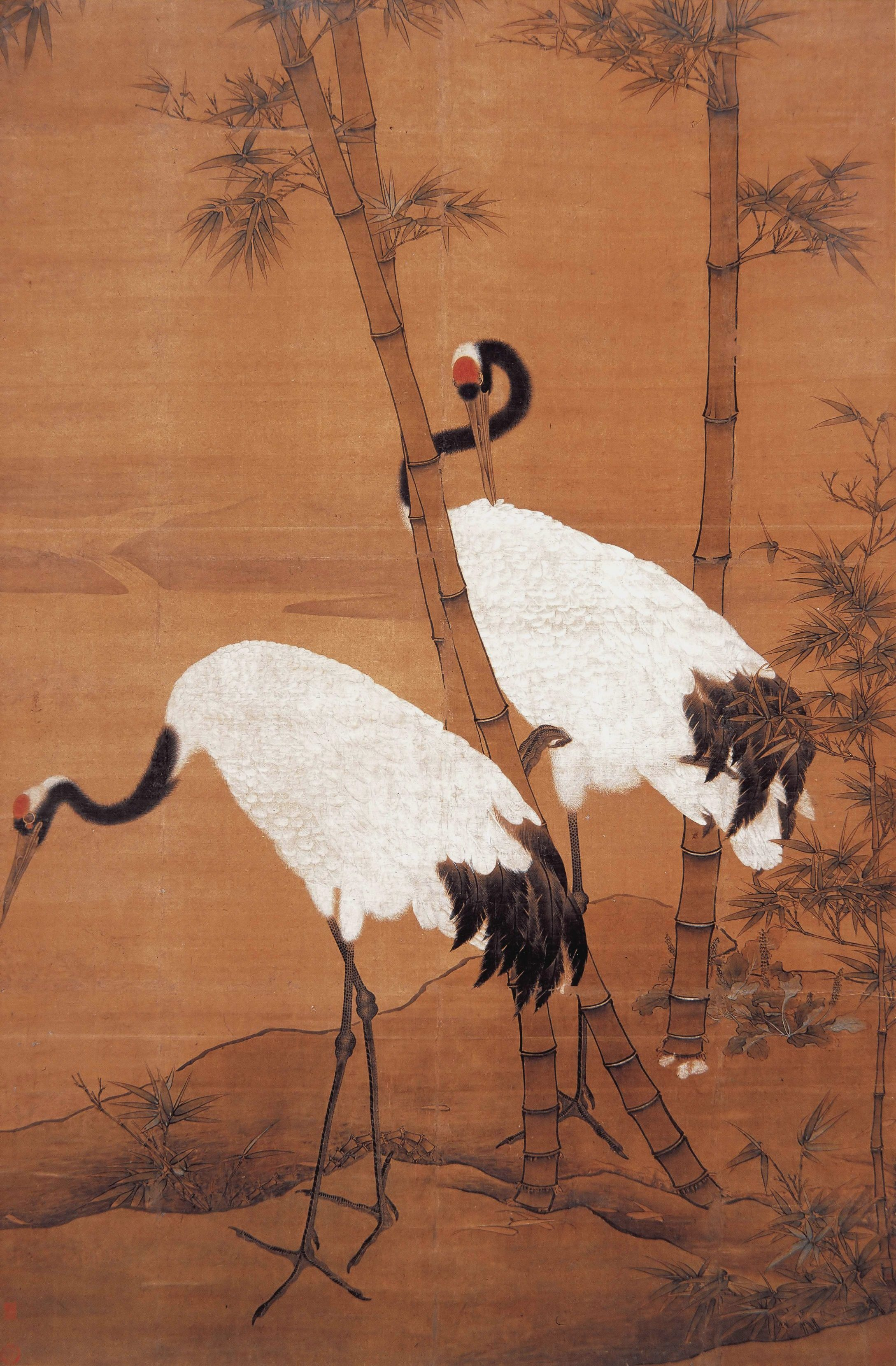
Bambous et grues, Bian Jingzhao, XVe siècle, dynastie Ming. Rouleau suspendu, encre et couleurs sur soie, H. 180 cm. Musée du palais impérial, Beijing
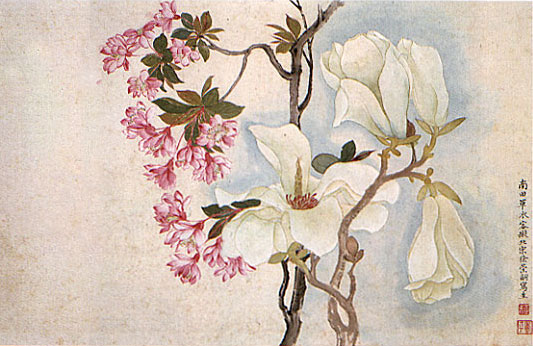
Fleurs de magnolias et de cerisier ornemental, Yun Shouping, 1672, dynastie Qing. Encre et couleurs sur papier, feuille d'un album réalisé avec Wang Hui, 40 × 58 cm. Palace Museum, Beijing.

#### Personnages et animaux
- « Peintures de personnages » (人物画 rénwù huà) : portraits individuels ou groupes, et « peinture de genre ».

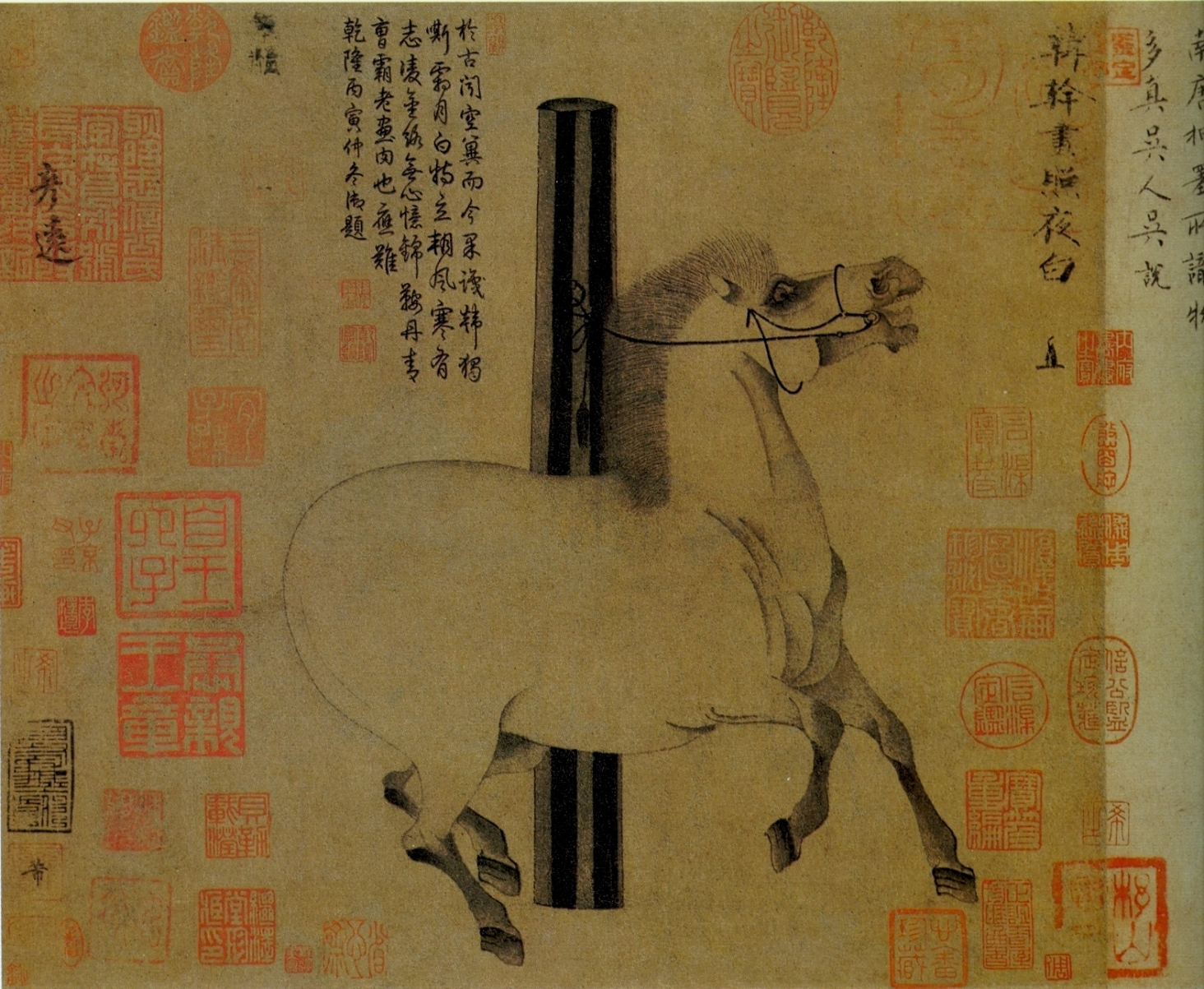
Portrait de cheval attribué à Han Gan, actif vers 740-760, dynastie Tang. Huiyebai (Blanc Lueur-nocturne): cheval favori de l'empereur Xuanzong. Encre et couleurs sur soie 25 × 30 cm, Metropolitan Museum of Art.
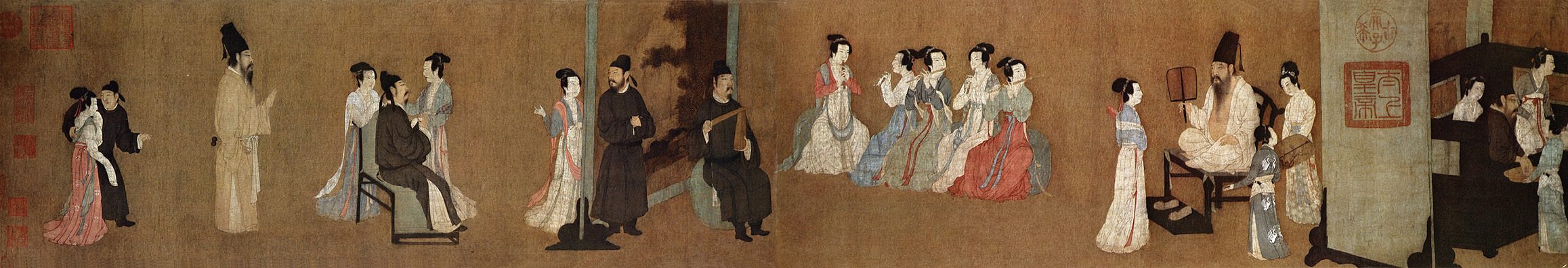
Les divertissements nocturnes de Han Xizai, copie Song d'une peinture de Gu Hongzhong, vers 970, Tang méridionaux 937-975, rouleau portatif: partie gauche, encre et couleurs sur soie, 28,7x335,5 cm ensemble, Musée du palais, Beijing[11].
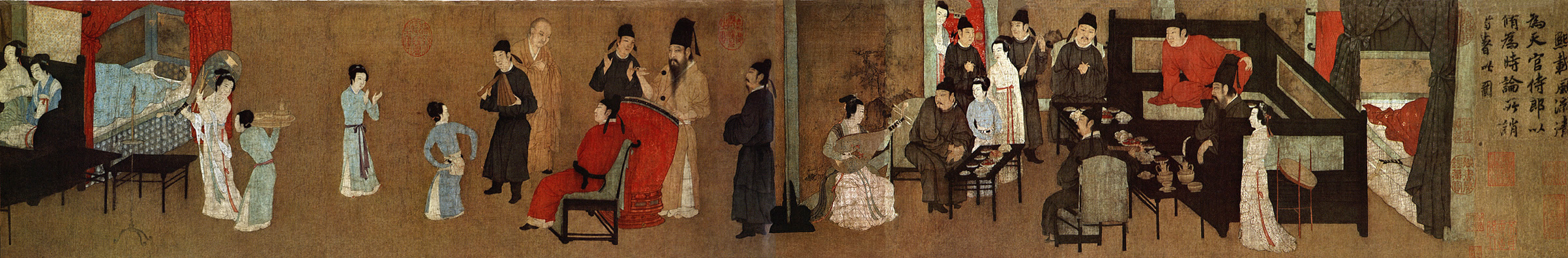
Les divertissements nocturnes de Han Xizai, copie Song d'une peinture de Gu Hongzhong, vers 970, Tang méridionaux 937-975, rouleau portatif: partie droite, encre et couleurs sur soie, 28,7 × 335,5 cm ensemble, Musée du palais Beijing
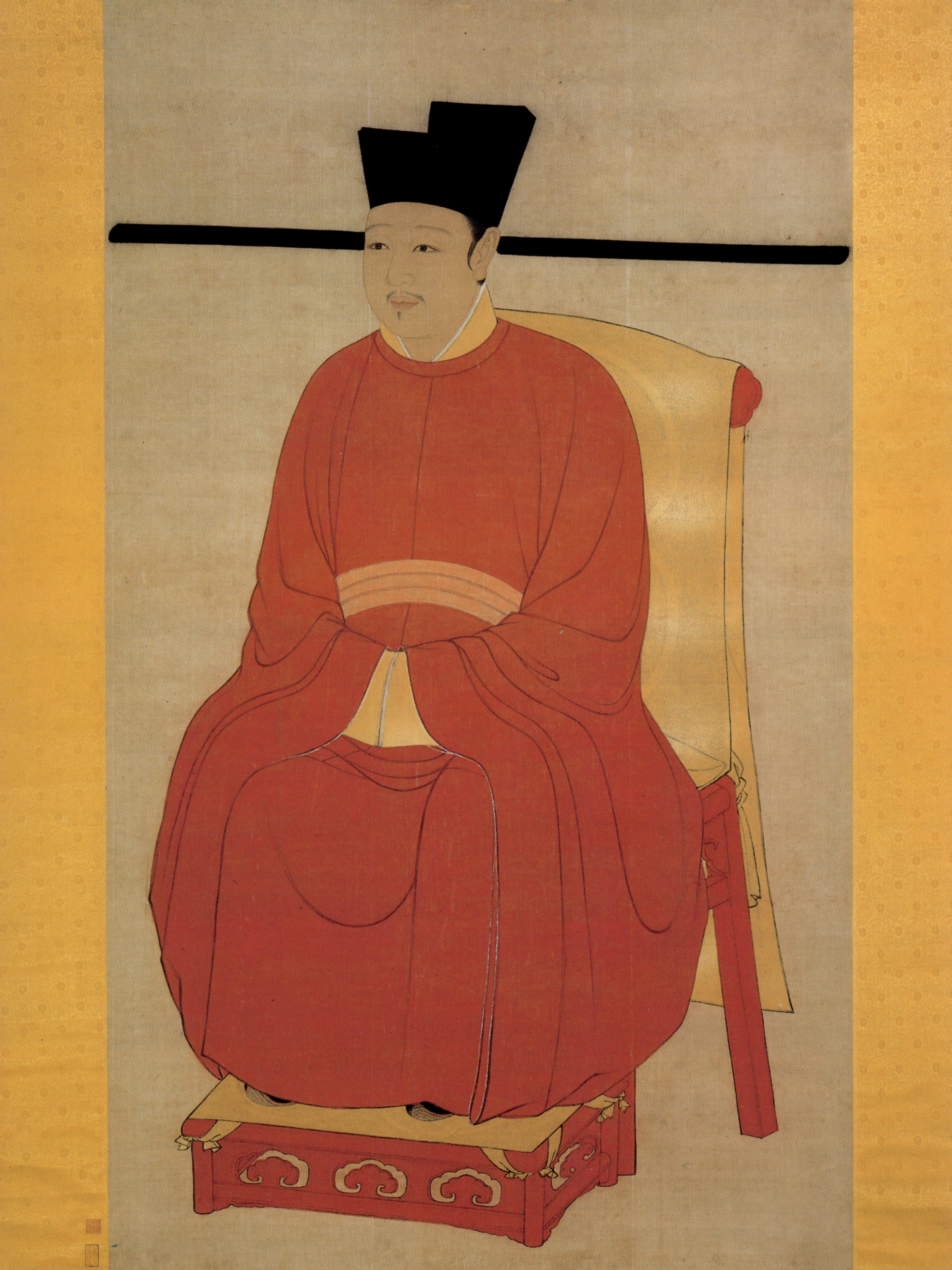
Portrait de l'Empereur Huizong (1082-1151), anonyme des Song du Nord, encre et couleurs sur soie, rouleau vertical, 188,2 × 106,7 cm, Musée national du palais, Taipei.
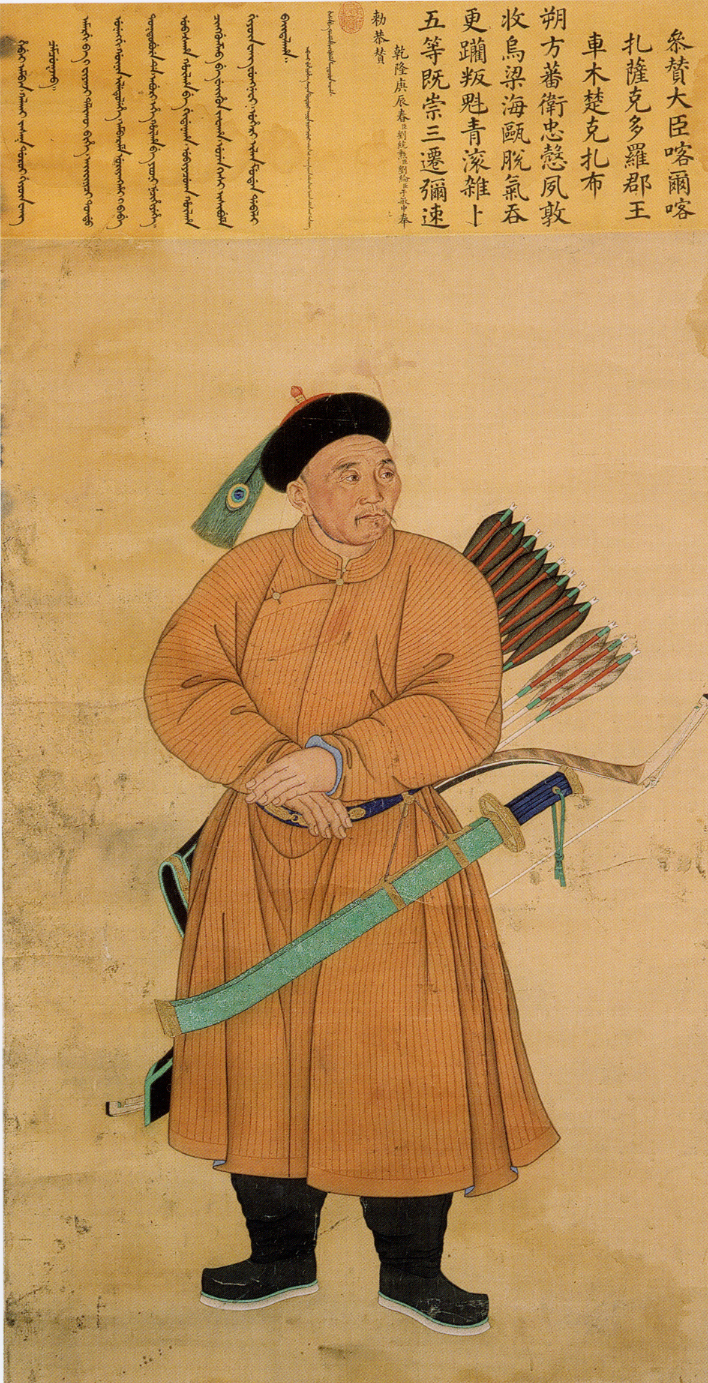
Cemcukjab, officier Qing. Ai Qimeng (Ignaz Sichelbart) (1708-1780) - Jin Tingbiao (entre 1757 et 1767). Peinture sur soie datée 1760, dans le style inspiré par Giuseppe Castiglione
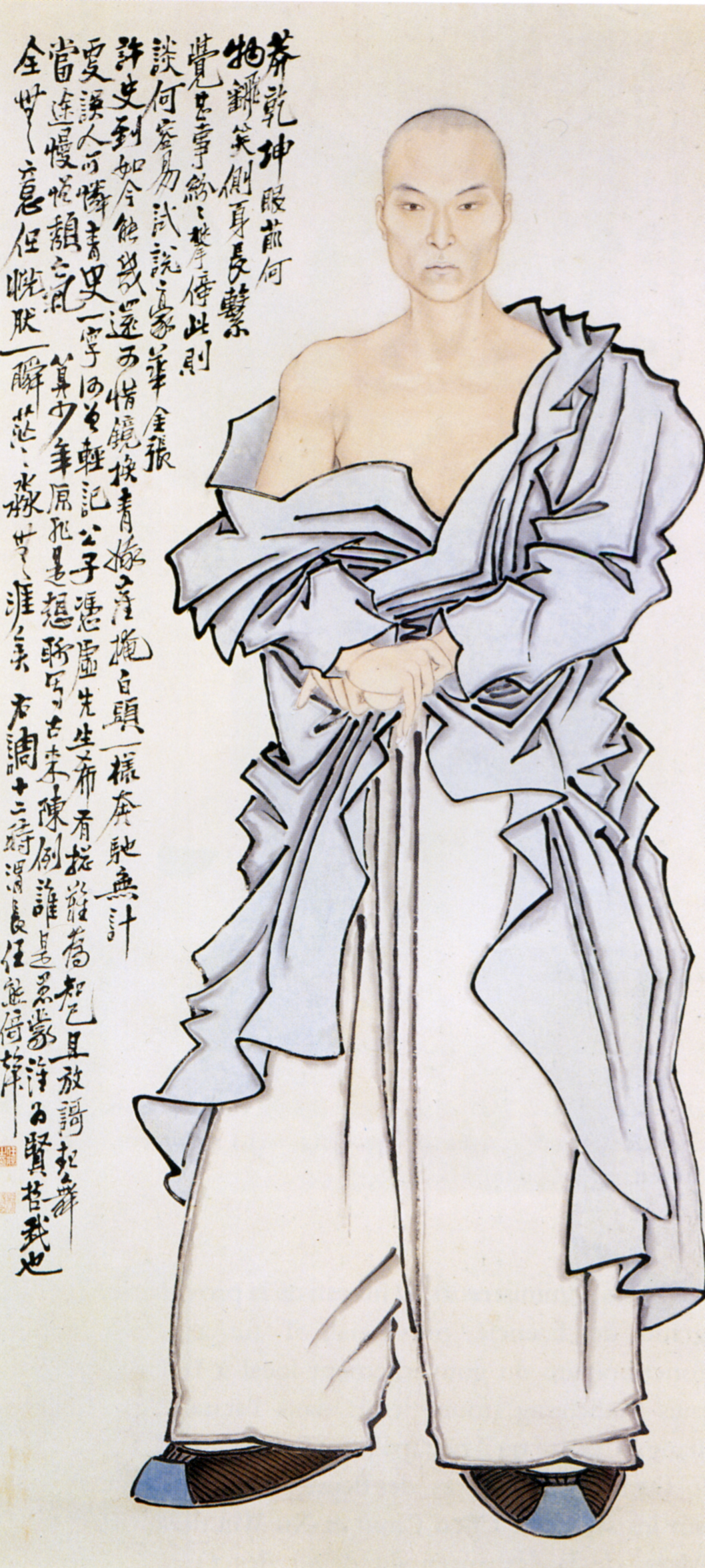
Autoportrait, Ren Xiong (1823-1857), encre et couleurs sur papier, 177,5 × 78,8 cm. Musée du Palais, Pékin.

#### Peinture religieuse

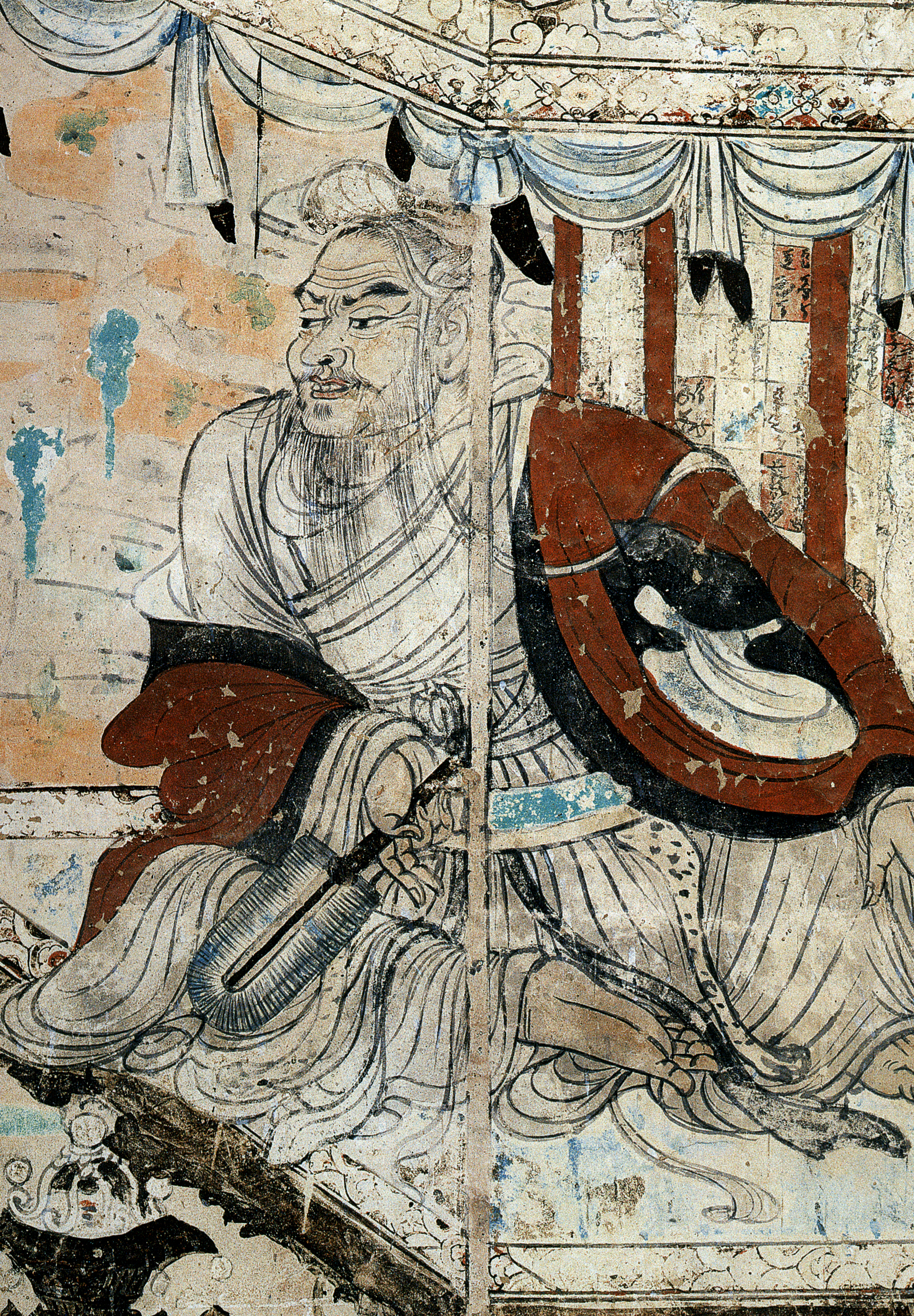
Détail d'une peinture murale de la grotte 103 de Mogao (Dunhuang), représentant un débat entre Vimalakirti et le bodhisattva Manjushri. VIIIe siècle
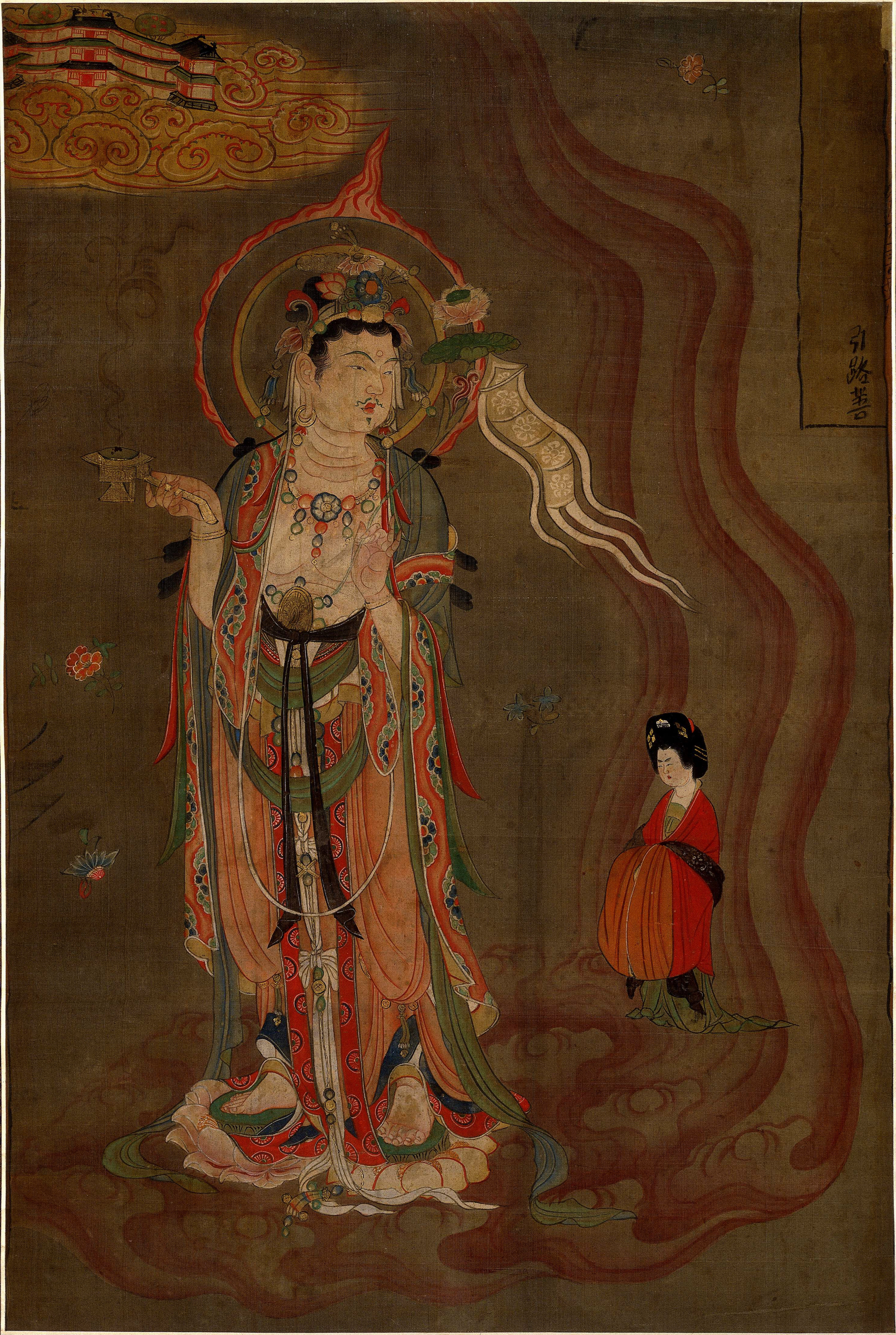
Bodhisattva montrant la voie. Vers 875; couleurs sur soie, 80.5 × 53,8 cm. Trouvé à Dunhuang (Grottes de Mogao, grotte 17). Le bodhisattva montre le chemin à une femme qui tient un brûle parfum dans sa droite et dans sa gauche une fleur de lotus, British Museum.
« Un immortel, à l'encre éclaboussée » (pomo xianren)[N 1], Liang Kai (actif début XIIIe siècle) Song du Sud, encre sur papier, feuille d'album, 48,7 × 27,7 cm. Musée national du palais, Taipei.
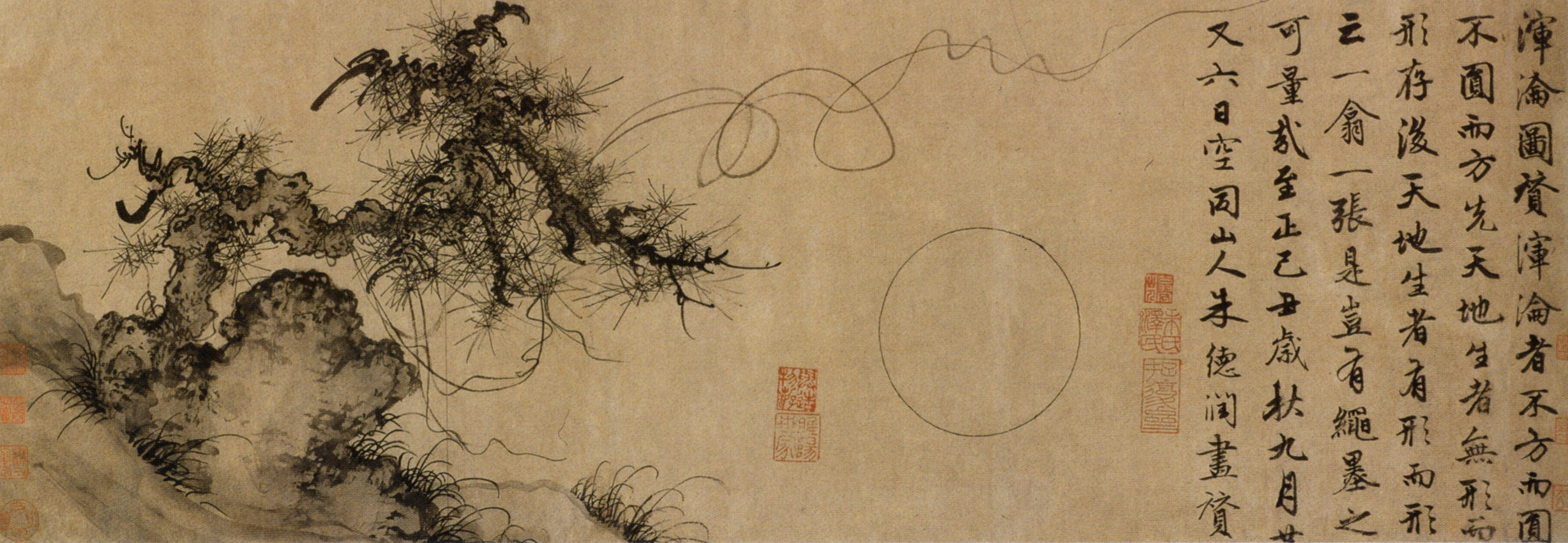
Zhu Derun, 1349. Hundun tu (Chaos primordial). 29.7 x 86.2 cm. Musée de Shanghai. Le concept cosmologique taoïste prend la forme d'un bref essai, d'un trait (cercle tracé au "compas") et d'une peinture figurative (lianes dans le vent, pins, rochers dans leurs transformations)

## La peinture chinoise après l'Empire
Avec la fin de l'Empire et l’avènement des Républiques en Chine, les jeunes étudiants chinois commencent à partir en Europe pour perfectionner et diversifier leur style. Des peintres comme Xu Beihong ayant étudié à Paris, ou Li Yishi (李毅士), ayant étudié au Royaume-Uni, permettent un renouveau de la peinture chinoise en y apportant des caractéristiques occidentales. L'influence de la peinture occidentale va grandissante sur une partie des peintres chinois, notamment via l'école russe du réalisme socialiste soviétique pendant les années 1949-1976 de la République populaire de Chine sous la direction de Mao Zedong, tout en conservant les formes des arts qui restaient, plus ou moins dans les lignées traditionnelles.
Au XXIe siècle, la peinture contemporaine est omniprésente en Chine. Les peintres chinois sont les plus cotés au monde parmi les peintres vivants des années 2010. Dans une période de financiarisation de l'art, les deux peintres ayant la plus grande valeur de ventes cumulées en 2011 ont été deux peintres chinois, Zhang Daqian (550 M$) et Qi Baishi (510 M$), et le troisième, Andy Warhol dépassant ainsi tous les trois le peintre franco-espagnol Pablo Picasso.

## Caractéristiques spécifiques à la peinture chinoise

### La tradition: Supports et matières de la peinture ancienne

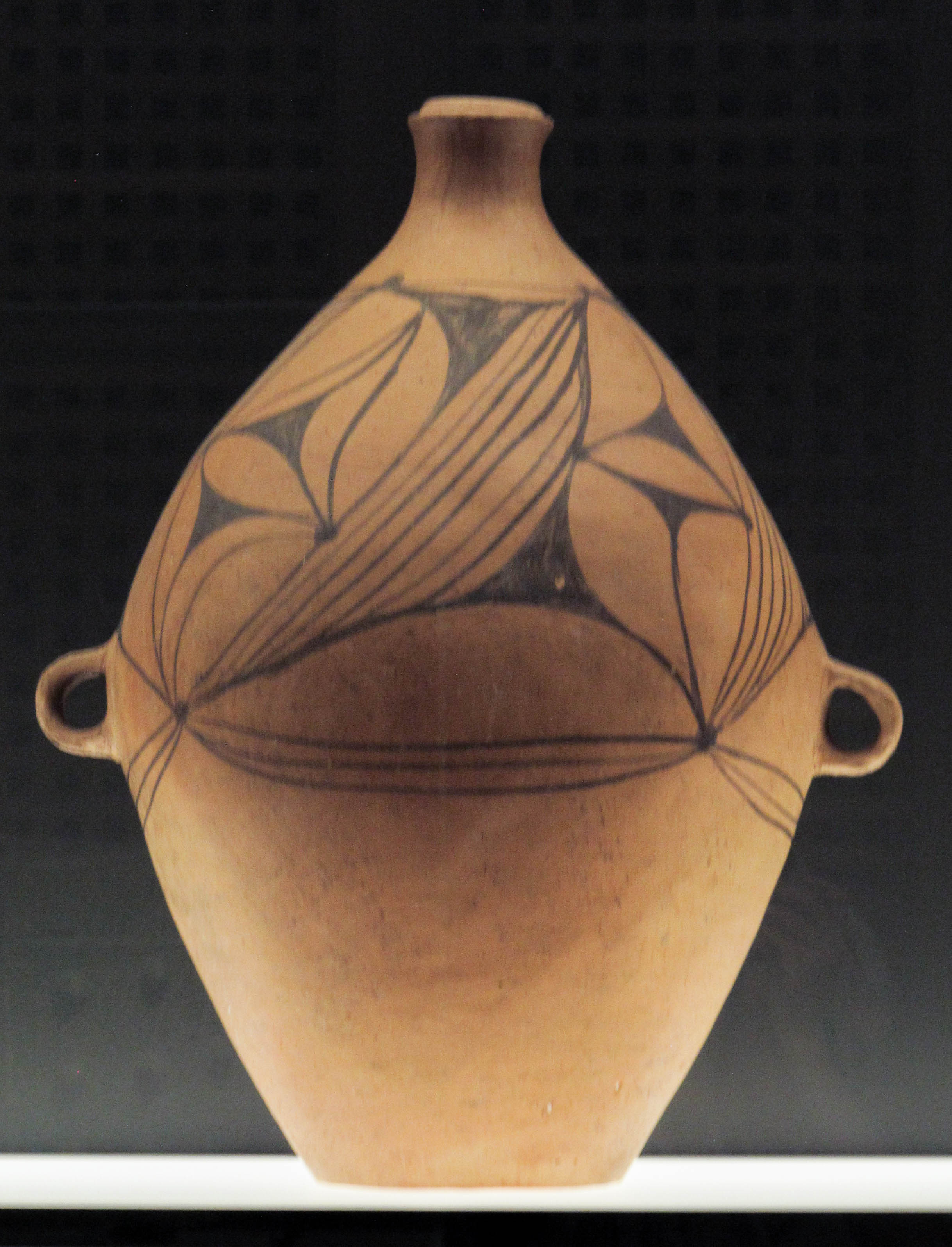
Terre cuite peinte, H. 70 cm. env. Yangshao final ou début Majiayao. v. 3000 AEC. Museum Rietberg.
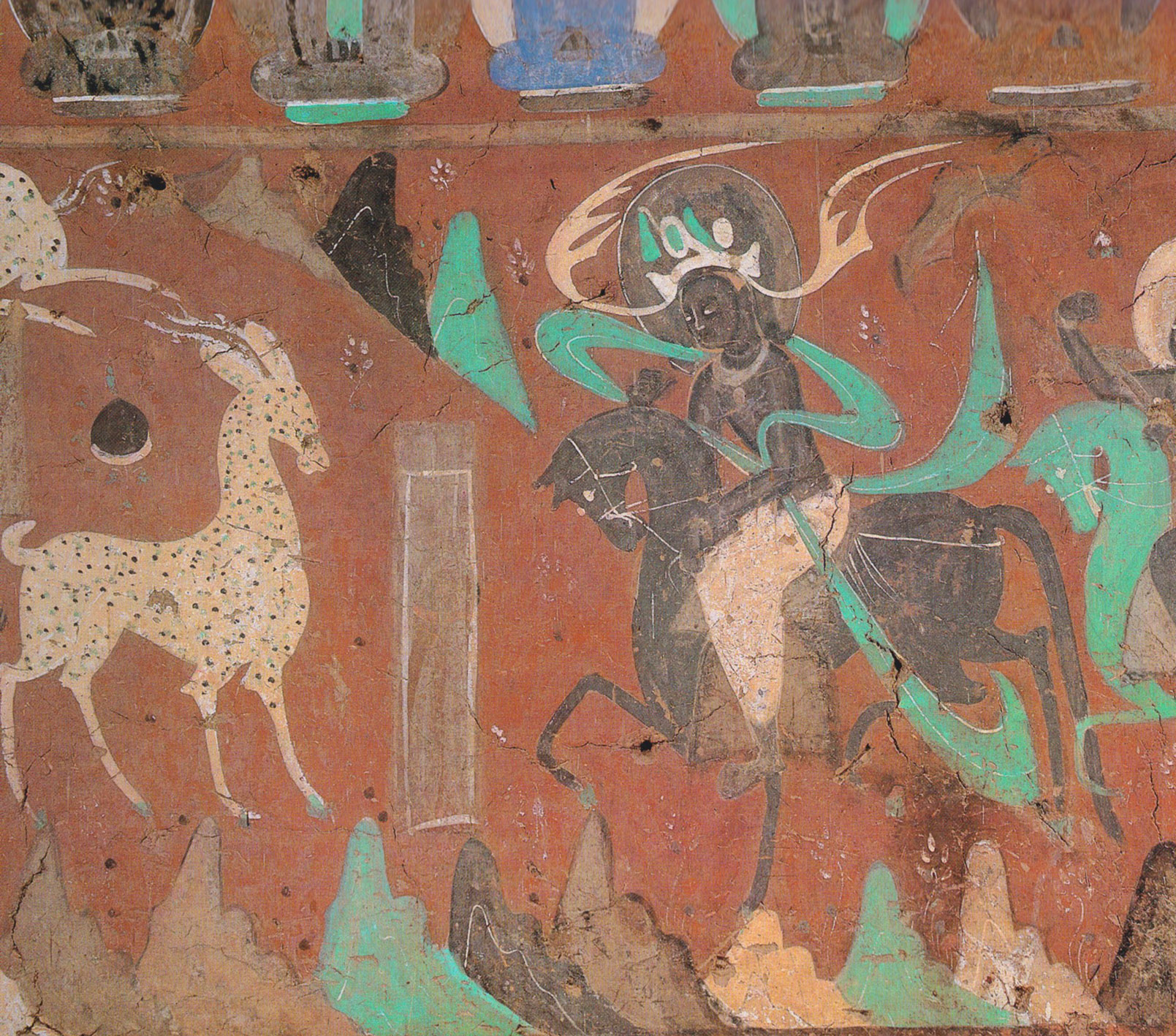
Jataka: Le roi et le Cerf aux neuf couleurs[14]. Wei du Nord (386-534). Peinture murale, H. 96 cm. Grotte de Mogao n° 257.
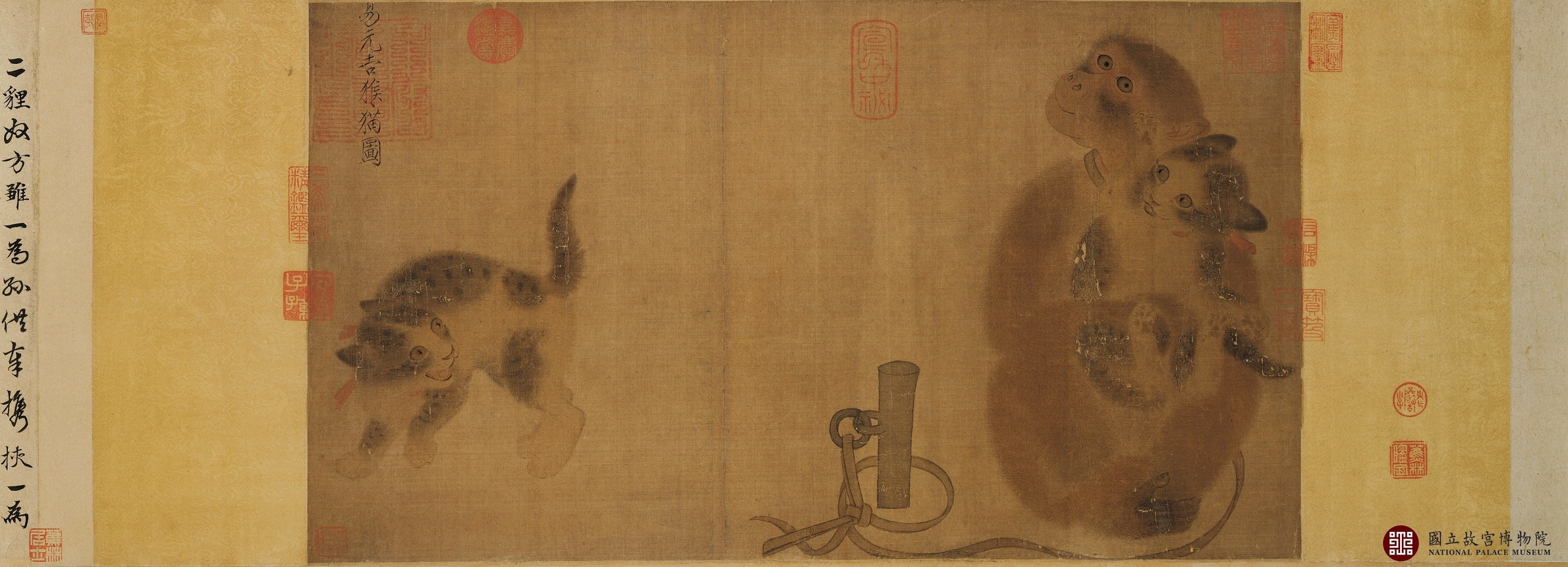
Singe et chats. Yi Yuanji, XIe siècle. Encre et couleurs légères sur soie. 31,9 x 57,2 cm. Rouleau horizontal. Musée national du Palais, Taipei.
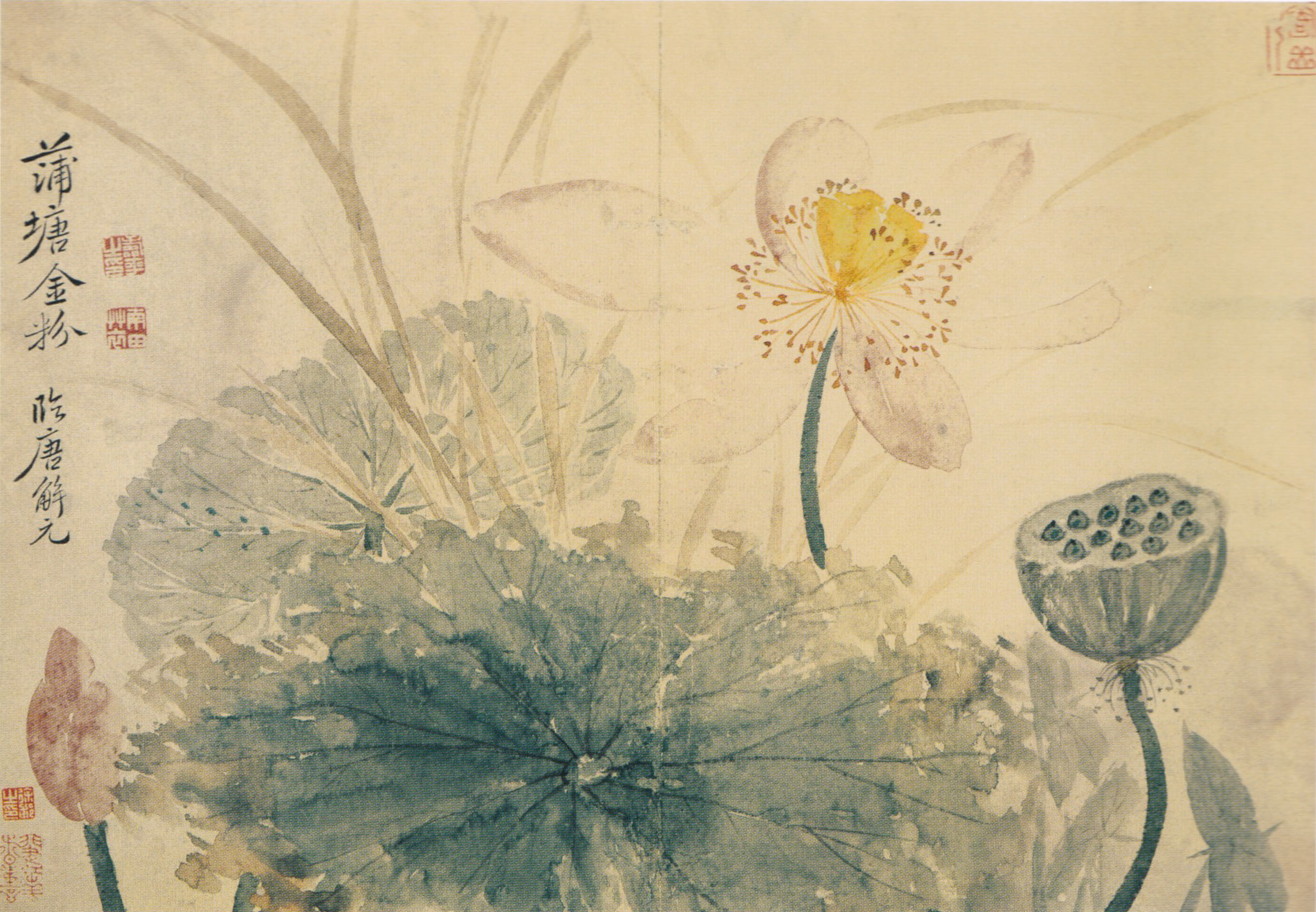
Lotus scintillant dans l'étang. Yun Shouping, v. 1650-1690. Feuille extraite de l'album « Album de paysages et de fleurs ». Encre et couleurs sur papier, 28,2 x 40,8 cm. Musée d'art de Tianjin

Pour appréhender l'ensemble de ces paramètres, surtout pour la peinture sur soie qui permet un trait par transparence et un travail de peinture recto et verso, il est utile de voir un artiste à l'œuvre, ne serait-ce que sur une vidéo.

#### Les supports
1. La peinture sur céramique, un support qui absorbe la couleur instantanément, exige une grande maîtrise du geste, rapide et sans repentir. La peinture ainsi réalisée conserve la trace du geste du corps, son énergie et son mouvement. Ces caractéristiques propres à la peinture sur céramique sont permanents dans la peinture chinoise quel que soit son support.
2. La peinture murale : dès les Han au Ier siècle av. J.-C.[15] la peinture (encre et couleurs) couvrait déjà les murs des palais aujourd'hui disparus, les murs des tombes et des grottes de pèlerinage les ont souvent préservées en partie.
3. Souvenirs de peintures disparues : De très nombreuses copies, le plus souvent exécutées d'après d'autres copies, nous laissent entrevoir, parfois quand des comparaisons entre copies sont possibles, le "souvenir" d'une peinture disparue. En général ces copies sont réalisées sur le même support, mais pas uniquement. Ainsi la peinture qui se pratiquait parmi l'élite chinoise du Ve siècle peut être évoquée par l'estampage d'une tombe aux reliefs exécutés avec soin, les Sept Sages de la forêt de bambous. Les qualités graphiques et la composition en frise modulée ont été mises en valeur par cette transposition dans la brique. D'autre part, la réalisation de laques peintes sur bois (sous la dynastie Han, surtout) a permis aussi de conserver d'anciens témoignages de la peinture ancienne, avec les qualités graphiques propres à ce médium.
4. La soie et le papier : les peintres travaillaient aussi sur des bannières, des écrans, des rouleaux et des éventails de soie. Il s'agit d'un taffetas de soie, exceptionnellement d'un damas de soie[16] au coût très élevé. Plus tard ils ont employé des feuilles de papier. Tout d'abord le papier de mûrier (sang pi ou chu pi), bien meilleur marché, presque blanc et doux, éventuellement assemblé pour constituer une surface importante de papier. Le papier de bambou servait à l'impression de livres, et aux xylographies qui les illustraient. La paille te de riz ou de blé donnant des papiers de mauvaise qualité. Fin XVIe siècle, le papier Xuan, extrêmement doux, fin et plus blanc fut le préféré des calligraphes et des peintres. Et il était fait expressément pour eux[17].

Les couleurs sur soie sont des pigments liés par la même colle animale (colle de peau ?) que celle qui enduit la soie. Ces peintures n'étant jamais vernies, elles restent mates et très fragiles. Alors que la soie « repousse » l'encre et nécessite une encre non diluée pour « accrocher », le papier chinois est très absorbant. Une fois qu'un trait a été tiré, il est impossible de le corriger. Le lavis joue à plein sur le papier. Pour les peintures très élaborées, le papier est traité avec de l'alun, qui le rend moins absorbant. La soie fait généralement l'objet du même traitement, aussi, ces surfaces étant "brunies", c'est-à-dire écrasées en tournant avec une pierre dure, comme une agate.
- Le montage des rouleaux : De nombreuses œuvres chinoises sont donc peintes sur rouleaux de soie ou de papier. La tension de la soie ou du papier est assurée par deux bâtons de bois, épais d'un côté et mince de l'autre. Quand on ne les expose pas, on les roule autour du plus gros bâton pour pouvoir les ranger dans une boîte[N 3]. Pour pouvoir rouler et dérouler la peinture, la préparation du support doit se faire avec une colle qui reste souple[19].

#### Les formats
Ces peintures, appelées (画卷, huàjuàn), sont souvent très longues (entre 2 et 3 m, exceptionnellement jusqu'à 12 m) : ce sont alors des rouleaux portatifs, en longueur déroulés par étapes et ceci peut se faire sur une table. Les peintures peuvent être aussi en hauteur et parfois elles sont très hautes (souvent entre 1,50 et 2 m, plus rarement au delà de 2 m), ce sont alors des rouleaux muraux, en hauteur qui sont suspendus au mur de manière plus ou moins permanente. Les compositions complexes conduisent le regard soit de droite à gauche, dans le cas des rouleaux horizontaux portatifs, soit de bas en haut, dans le cas des rouleaux suspendus au mur. Ces rouleaux suspendus pouvaient être juxtaposés sous forme de « diptyques » ou « triptyques ». Quant au rouleau portatif il était enroulé au fur et à mesure qu'il était lu; puis il était ré-enroulé, dans l'autre sens, ce qui permettait de relire l'espace et ce qu'il signifiait, pour en mieux savourer les subtilités. Sous les Tang et sous les Song on pratiquait aussi la peinture sur écran, tendue sur un cadre et assurée au sol par une structure de bois très stable.
Enfin il existait aussi des albums de feuilles de papier qui ont parfois été remontés, partiellement, sur des rouleaux verticaux. Une mode se répandit aussi au XIIIe siècle, celle des éventails, qui existaient cependant depuis dès les Han antérieurs et dont le format réduit et les deux faces visibles permettaient de faire un cadeau aisément transportable à l'époque troublée des Song du Sud, accompagné d'un commentaire au dos. La feuille peinte pouvait ensuite être déposée de son support et conservée dans un album.

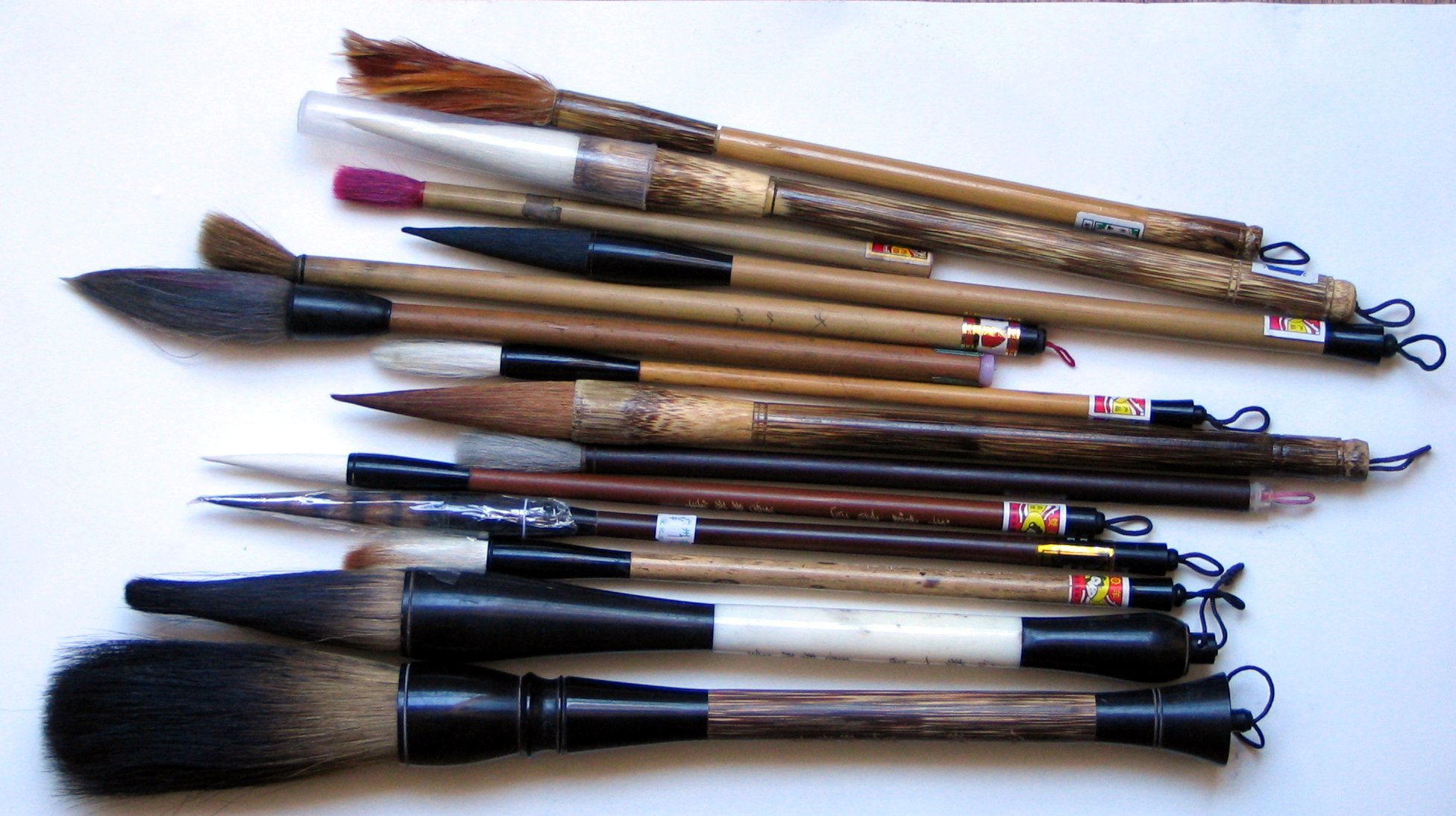
Pinceaux semblables à ceux utilisés par les peintres et calligraphes sous l'empire

#### Les pinceaux
Le pinceau chinois est d'une importance capitale dans la peinture chinoise ; c'est un outil beaucoup plus raffiné que le pinceau occidental.
Une couronne de poils courts et doux agit comme réservoir et prolonge le noyau formé de poils longs, résistants et aux fines pointes. Avec un seul et même pinceau, on peut tracer aussi bien des lignes extrêmement fines que des lignes très épaisses.
Le pinceau est utilisé autant pour la peinture que pour la calligraphie. Ces deux arts sont d'ailleurs étroitement liés. Non seulement de nombreuses peintures chinoises portent des inscriptions calligraphiques, mais les tracés dans la peinture, généralement les contours, ont une apparence nettement calligraphique.

#### Les couleurs
Les couleurs sont, comme partout dans le monde, constituées de pigments opaques : des matières végétales ou minérales finement broyées et mêlées à un liant, en général une gomme.

#### L'encre: peinture, calligraphie et sceaux
Le lettré comme le peintre professionnel utilisaient l'encre noire de seiche plus ou moins diluée ou saturée, en touches infiniment variées, en tenant le pinceau verticalement, ce qui exigeait une grande souplesse et fermeté du poignet. Les textes poétiques, appelés tihuashi 题画诗 / 題畫詩, tíhuàshī et la signature de l'auteur, appelé Luokuan (落款, luòkuǎn) prenaient une place choisie sur le rouleau en fonction de la composition. Ils étaient accompagnés, parfois, de commentaires écrits par des collectionneurs prestigieux (éventuellement sur des pans de soie disposés autour de l'œuvre initiale), qui laissaient l'empreinte de leurs sceaux,, rouge écarlate. Les longs commentaires étaient réservés en général aux peintures des lettrés, sur celles des peintres professionnels les commentaires étaient plus courts et se limitaient parfois aux signatures et aux sceaux.
Traditionnellement l'encre était vendue en bâtons de suie mêlée de résine et moulée. Pour reconstituer l'encre on devait frotter doucement le bâton dans un peu d'eau sur une « pierre à encre » plate. L'encre se rassemblait dans un petit bassin dans un coin de la pierre. On pouvait ainsi décider soi-même du degré de fluidité de l'encre. Aujourd'hui l'encre en bouteille est utilisée par des calligraphes alors que les peintres continuent de broyer leur encre.

### Pratiques picturales

#### Copies
Les collections permettent d'étudier les solutions des anciens. Le simple contact visuel est un enseignement constant lors de rencontres entre lettrés, comme pour Dong Qichang ravi de pouvoir étudier les Monts Fuchun de Huang Gongwang. Avant de pouvoir acquérir des peintures le jeune peintre peut les étudier chez ses maîtres successifs. Lors de son apprentissage le peintre est d'ailleurs amené à copier ces anciennes peintures, si possible des originaux de maîtres reconnus, parfois de bonnes copies seulement. Au-delà de cet apprentissage, le principe de l'étude par la copie se prolonge tout au long de la vie. Un grand peintre, tel Wang Hui a réalisé, au cours de sa vie, au moins six copies du même rouleau, les Monts Fuchun de Huang Gongwang. Selon Anne Kerlan-Stephens, le jeune s'attache à l'apparence des modèles, pour parvenir, ensuite à s'en libérer tout en se rapprochant de l'esprit dans lequel ils ont été réalisés. Finalement sa copie est plus une interprétation personnelle. Mais dans quelques cas, le peintre s'est efforcé de conserver l'esprit et la forme de la copie, c'est le cas, de Shen Zhou, dans un exercice périlleux où il tente de restituer l'original des Monts Fuchun qu'on lui avait volé, de mémoire, donc .

#### La tradition: Le rapport entre la couleur et le noir, le trait, les rides et l'eau
Bien qu'il n'en subsiste que de rares exemplaires la peinture chinoise a fait usage de dessins et d'esquisses au trait d'encre, de feuilles d'étude (les fenben). La copie d’étude ne fut conservée que dans des répertoires de formes, dans les ateliers de peintres professionnels
La peinture professionnelle et les premiers grands peintres, comme Gu Kaizhi (v. 345- v. 406), ont utilisé de manière combinée et complémentaire les à-plats de couleurs et le trait noir régulier. Cependant on a longtemps apprécié de larges surfaces nuancées en bleu-et-vert comme dans la peinture de Wang Ximeng « Mille lis de rivière et de montagne » daté de 1113. Dans la tradition lettrée la peinture est essentiellement réalisée avec l'encre noire du calligraphe-poète. Avec Wang Wei (699-759) elle s'enrichit des nuances expressives du pinceau. Sous les Song du Nord, Mi Fu a développé la méthode des points, qui consistait à peindre par touches, plus ou moins diluées et cette méthode a eu un succès considérable ensuite. Mais la méthode des rides s'est imposée très tôt comme l'une des caractéristiques emblématiques de la peinture chinoise. Elle a été évoquée précisément par Shitao et commentée en parallèle à sa traduction par Pierre Ryckmans. Toutes les formes, toutes les matières et l'éloignement s'expriment avec la plus grande souplesse et avec la richesse infinie du pinceau dans la main mise en mouvement par « le cœur », la pensée et l'énergie, de l'artiste. L'encre étendue d'eau apparaît bien plus tardivement. L'eau est utilisée en particulier au XVIIIe siècle en lavis pour faire ressortir les reliefs du visage dans la peinture de portrait : dans une surface mouillée et avec un pinceau très humide le coup de pinceau disparaît.

#### Peinture de professionnels et peinture de lettrés: les pratiques
La peinture de professionnels a utilisé, de tous temps le trait régulier et toute la gamme des couleurs. L'Académie impériale, très active surtout à partir de Song Huizong, reprend ces pratiques en exigeant de ses membres une culture de lettré. Or la pratique, en amateurs, des lettrés qui s'est mise en place à l'époque Song avec Su Shi, juste avant l'accession au pouvoir de Huizong, a fait le choix de se limiter, pour l'essentiel, aux possibilités de l'encre : la diversité des traits et des points et les nuances de gris. C'est-à-dire : les moyens de la calligraphie enrichis des effets de l'eau sur le papier. Cependant les lettrés ont fait usage de quelques couleurs peu intenses : verts sombres, verts moyens dilués, bleus, bruns… D'autre part la peinture de lettré correspond au goût moderne de spontanéité. Même si des études récentes prouvent le caractère mythique de cette spontanéité désirée par le peintre lettré et sa pratique soi-disant désintéressée les valeurs de la peinture des lettrés ont été relayées à l'époque moderne. Depuis peu une étude méthodique de la peinture de professionnels, qui a été toujours très populaire en Chine, est rendue possible dans une perspective qui met en question cet état de fait, dans une perspective attentive aux valeurs humaines qu'elle transmet et aux informations subtiles sur la société et le rôle de la femme dans la société chinoise qu'on y trouve. La peinture de professionnels, héritière du style de l'Académie commence ainsi à être étudiée, cataloguée, restaurée et documentée.

#### Classement en fonction de la technique
La peinture chinoise classique comporte quelques types de peinture qui servent de référence.
- Gōngbǐ huà (工笔画, travail au crayon/pinceau), traits fins et attention minutieuse aux détails
- Xiěyì huà (ou xie yi) (写意画, dessin d'intention), travail de dessin libre où l'on trace ses impressions. Le feibai (飞白)(blanc volant)[37] peut y apparaître.
  - Xiǎo xiěyì huà (小写意画 petit dessin d'intention)
  - Dà xiěyì huà (大写意画 grand dessin d'intention)
- Zhóngcǎi huà (重彩画, peinture aux couleurs denses)
- lavis (水墨画, shuǐmò huà, peinture à l'encre et à l'eau)
- Báimiáo huà (白描画, littéralement dessin blanc), technique où l'on dessine les contours.
- Dūnhuáng bì huà (敦煌壁画, littéralement, mur de Dunhuang), en référence aux fresques de Dunhuang, lieu important sur la Route de la soie.
- Mògû (没骨), littéralement, sans os)

## Les moyens modernes de la peinture
Des intellectuels japonais, à la fin du XIXe siècle, avaient créé un néologisme pour traduire le terme occidental d'« esthétique » : meixue, littéralement « étude du Beau » . Une des premières manifestations de l'art moderne chinois fut, dès 1912, l'usage de la peinture à l'huile et de la toile empruntés à la culture occidentale. Puis en 1920, quand l'école des beaux-arts de Shanghai ouvrit une section consacrée aux arts plastiques en trois dimensions, la sculpture reçut en Chine, pour la première fois de son histoire, un statut comparable à celui de la peinture. Une nouvelle histoire des pratiques artistiques s'ouvrait, avec de nouvelles valeurs. Bien plus tard, en novembre 1985, les œuvres de Robert Rauschenberg Overseas Culture Interchange, à la galerie du Musée d'Art national de Chine à Pékin, exposèrent on ne peut plus clairement l'arbitraire des limites entre les genres, comme la traditionnelle différence entre peinture et sculpture. Cette liberté nouvelle servit de tremplin à de nombreux artistes, dans le mouvement de l'Avant-garde chinoise engagé pendant les années Deng.

## Histoire de la peinture chinoise

### La peinture sous l'Empire: Généralités

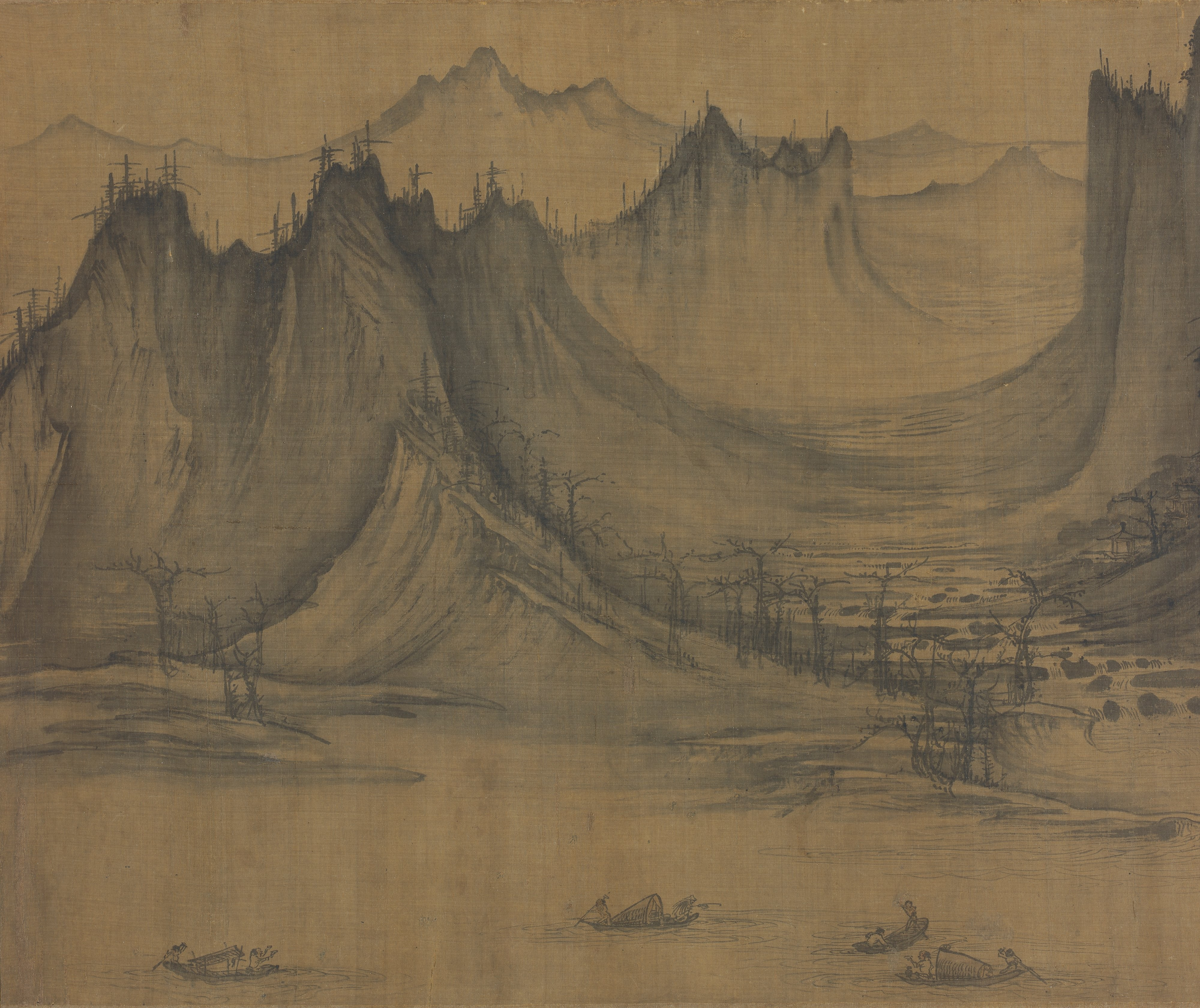
« Pêcheur en rivière de montagne », Xu Daoning, section d'un rouleau portatif, encre et couleur sur soie, dynastie Song, v. 1050,, Nelson-Atkins Museum of Art, (Acquisition : Nelson Trust)

L'histoire de la peinture chinoise ne peut se limiter à celle de la peinture lettrée, ceci exclurait la peinture des professionnels (qui ont travaillé autant au service des pratiques religieuses que pour l'agrément des princes et des riches) et celle des peintres lettrés de l'Académie, laquelle est bien représentée par la peinture de l'empereur Huizong, des Song qui veillait par sa propre pratique à donner le bon exemple à son académie. La peinture de lettrés est considérée, en Chine, comme la seule forme de peinture reconnue comme un art, et constitue en quelque sorte la peinture chinoise « classique », dans le vocabulaire occidental.
La peinture chinoise des lettrés n'est apparue qu'après l'essor de la calligraphie chinoise sur soie et sur papier. La peinture « à l'encre éclaboussée » des moines-peintres chan est ainsi associée, le plus souvent en raison d'une communauté d'esprit, au style « herbes folles » de la calligraphie poétique chinoise. Peinture et calligraphie se retrouvant éventuellement sur le même support, mais par des mains différentes, un poète et un peintre, accompagnées parfois par un commentaire ultérieur dans l'espace de la peinture ou sur un support accolé ensuite, intégré dans le rouleau, et dans un style de calligraphie différent, la tonalité du propos étant différente.
La subtilité et la valeur de la peinture chinoise de tradition lettrée reposent largement sur l'emploi de moyens très réduits avec l'encre noire, l'eau, le pinceau et le geste comme seules variables. Une distinction a été faite tardivement, par Dong Qichang (1555-1636), entre une École du Nord et une École du Sud.
La peinture de paysage constitue le genre le plus « noble » de la peinture chinoise classique, où se croisent les conceptions chinoises de l'univers, du microcosme et du macrocosme. Elle peut se référer à des lieux faisant partie de l'environnement proche du peintre, ou évoquer des textes littéraires célèbres. Pour les peintres de l'École du Sud, considérée comme la peinture lettrée classique, la peinture évite tout détail anecdotique mais tend à recréer par des moyens picturaux le mode poétique qui façonne les textes dont les peintres s'inspirent .
Selon Ivan Kamenarovic « la peinture chinoise est une vivante émanation du monde », et plus largement « l'art est la manifestation de quelque chose qui émane de la nature ». La peinture de paysage donne aussi une multitude de formes à ces conceptions dans le rapport de la montagne (et de tout ce qui résiste en se transformant) et de l'eau (et de tout ce qui se transforme en se reproduisant), que les chinois nomment shanshui. Enfin la peinture de paysage n'est pas un art figuratif d'après modèle, mais plutôt le précipité de l'état d'esprit du peintre, qui se met au travail, non sans s'être préalablement imprégné de la montagne dépeinte.
Dans le cas de la peinture de paysage — « montagne et eau » — l'harmonie des éléments yin et yang, le traitement de l'espace par l'insertion de vides avec le blanc non-peint, le jeu des consistances atmosphériques, des strates géologiques, des textures rendues en noir et blanc, ont pour fondement une appropriation expressionniste de la nature très éloignée de la mimésis, ou imitation plus ou moins illusionniste des apparences, propre à l'esthétique occidentale.
La conception confucéenne du monde transparaît également dans la peinture de paysages, où les figures ou constructions humaines apparaissent en taille très réduite, située dans un cadre cosmologique complet. Le thème des lettrés en méditation ou en réunion (par exemple, les « Sept sages de la forêt de bambou »), ou encore du moine, éventuellement retiré du monde des hommes et faisant corps avec le paysage, sont des thèmes privilégiés de ces peintures.
Certains peintres célèbres à leur époque reçoivent parfois la commande, par l'empereur, de grandes compositions en mémoire d'un évènement particulier qui aura marqué le règne. Wang Hui, en 1691, se voit ainsi confier la tâche de superviser l'exécution de douze rouleaux représentant la tournée d'inspection impériale dans le sud de l'Empire. Des peintres de talent sont rassemblés. « Après s'être concentré, il expose la composition et l'exécution, [puis au cours du travail], peint ici et là sur la totalité des rouleaux. [...] de temps en temps maître Wang ajoute des traits d'une extraordinaire beauté. »
Les peintures réalisées par des peintres professionnels mais aussi par des peintres lettrés comme Yun Shouping, quel que soit le sujet, donc éventuellement des végétaux, des animaux ou des scènes anecdotiques à nombreux personnages introduisent ouvertement la couleur dans la peinture. Mais cette question est complexe. D'une part la couleur est souvent employée, mais avec modération, par des peintres lettrés. D'autre part, certains peintres lettrés ont un motif privilégié qui peut sembler anecdotique, ou « décoratif » pour un occidental, comme un vol de grue au-dessus d’un pavillon, ou deux animaux disposés dans l’espace, se surveillant mutuellement. Certains peintres, professionnels ou lettrés, sont ainsi plus ou moins spécialisés dans un thème en particulier : la peinture de chevaux, la peinture de bambous, de fleurs et oiseaux, de poissons, voire de crevettes.
Ce furent les lettrés de la dynastie Song qui inaugurèrent la pratique d’insérer un poème dans leur œuvre picturale. Des commentaires ont pu être ajoutés, ultérieurement, par les différents propriétaires, dans l’espace de l’image, mais plus souvent en dehors. Les œuvres les plus célèbres se caractérisent également par le nombre de sceaux à l'encre rouge désignant la liste des empereurs les ayant possédés au sein de la collection impériale. La plus grande partie est exposé au Musée National du Palais de Taipei (National Palace Museum) à Taïwan, à la suite de l'exil de l'armée du Kuomintang. Mais le Palais Impérial n'ayant pas été bombardé et au contraire ayant été préservé pendant les moments les plus agités de la République Populaire de Chine, la Cité interdite contient toujours dans ses nombreux bâtiments le Musée du Palais (Palace Museum), dont les collections, riches mais aussi variées, permettent de se faire une bonne idée de la peinture des peintres professionnels, des peintres de la cour, à côté de celle des peintres lettrés.
La peinture chinoise de professionnels. Ceux-ci ont un répertoire plus étendu que les peintres amateurs. Ils peuvent aborder le paysage, tout comme des portraits ou des peintures décoratives qu'on lui commande, comme le Repousseur de Démons, des peintures de fleurs et oiseaux, des édifices, des résidences princières, des célébrations diverses mettant en scène de très nombreux personnages, officiels et soldats, population des villes et des campagnes. En principe le peintre professionnel s'attache au détail narratif ou descriptif d'un sujet, c'est ce qui en fait la qualité. La valeur marchande de son travail. Anne Kerlan-Stephens cite une inscription du peintre Zhou Chen qui est très éclairante :

« L'automne de l'année 1516 [...] je musardais à ma fenêtre quand me sont venues à l'esprit toutes les apparences et les attitudes des mendiants et des vagabonds que je vois souvent dans les rues et les marchés. Je prépare aussitôt mon pinceau [...]. Ce n'est peut-être pas digne d'être regardé pour le plaisir, mais cela peut certainement être considéré comme un cri d'alarme et de mise en garde pour le monde. »

Les aléas de la vie, l'évolution de la société, ont aussi contraint certains lettrés, en particulier au XVIIIe siècle, à faire commerce de leurs peintures, comme Jin Nong, du groupe des Huit excentriques de Yangzhou (avec Zheng Xie, Li Shan, Huang Shen, Wang Shishen, Li Fangying, Luo Ping, Hua Yan et Gao Xiang). Ceux-ci ne suivent pas la voie définie par les références traditionnelles mais celle ouverte par le peintre lettré Shitao, au XVIIe siècle. Jin Nong vend des pierres à encre gravées de ses poèmes, mais aussi des peintures pour lanternes, qui peuvent se retrouver en album, à l'initiative du propriétaire de la lanterne
. Il publie aussi des anthologies de textes et rédige des inscriptions funéraires. Il peint aussi des orchidées dont il écrit : « Comme il est amer, pour l'orchidée, d'être peinte un jour de brise printanière, seulement pour être vendue sur le marché, à côté des oignons et de l'ail. »
Techniquement, en ce qui concerne la représentation détaillée d'architectures et d'espaces intérieurs, les peintres font appel à une tradition qui est proche de notre perspective cavalière. Elle a toutefois adopté dans la peinture sous la dynastie Qing, des représentations de l'espace inspirées de l'art occidental, notamment pour la représentation de villes. Dans la représentation d'une ville à vol d'oiseau le peintre semble suivre le modèle de la perspective conique mais sans qu'un point de fuite n'ait été déterminé.

### La peinture sous l'Empire: Les peintres

#### Dynastie des Jin orientaux (317 - 420) - Chine du Sud
Dans le domaine de la peinture Gu Kaizhi (345 - v. 406), peintre de scènes narratives à nombreux personnages au sein des montagnes est aussi le premier à théoriser la pratique de la peinture de paysage.

#### Dynastie des Qi septentrionaux (550 - 577)
Cette très courte dynastie Qi du Nord apparaît de plus en plus comme le lieu — la Chine du Nord — et le temps où s'inventa la peinture officielle : celle qui depuis les Tang jusqu'au XXe siècle servit de référence pour penser la peinture officielle en Chine . Les portraits de deux gardiens de la chambre funéraire dans la tombe de Lou Rui (?-570), communiquent, d'un trait ferme, sur le mur, leur image individualisée, peut-être deux Tabghatch. C'est avec le dernier trait de pinceau que le peintre de cette époque donnait la vie au portrait par le regard. Un regard qui est étonnamment perçant et spirituel pour l'un des deux cavaliers. On semble y percevoir déjà la force du style (fengli) qui conduit harmonieusement l’ensemble des traits de pinceau, et la résonance spirituelle (qiyun) qui communique l’esprit du sujet dépeint. Certains vont jusqu'à y voir la main d'un très grand peintre de cour : Yang Zihua. La tradition, transmise par Guo Ruoxu (époque Song) a retenu pour cette dynastie, le nom de Cao Zhongda (originaire de Sogdiane), « réputé pour ses images rituelles indiennes » autrement dit : bouddhiques. Ce qui doit nous rappeler l'omniprésence de l'art bouddhique à cette époque, sous forme d'ensembles architecturaux, de sculptures et de peintures sur soie, murales ou sur les reliefs, et qui a quasiment disparu à la fin de la dynastie Tang à l'exception des grottes peintes.

#### Les dynasties Sui (581 - 618) et Tang (618 - 907)
La peinture de paysage shanshui, en général au trait d'encre et avec des rehauts de couleurs, apparaît dans les peintures funéraires, murales et polychromes, ou sur des rouleaux, par des reproductions qui en gardent le souvenir (la Maison de Wang Wei, par Wang Chuan, au musée des arts de l'Asie de l'Est de Cologne). Dans tous les cas, le paysage est subordonné à l'homme. L'espace est évoqué par des effets de frises, éventuellement superposées à claire-voie ou hiérarchisées. Un trait ferme sait caractériser formes et textures typiques : pins, rochers, montagnes y sont indiqués par des touches ou hachures variées (Tombe du Prince Jiemin) et quelques passages nuancés suffisent pour suggérer un espace naturel indéfini.
Avec les peintres Wu Daozi (680-740) et Wang Wei (701-761) se développe une pratique picturale monochrome dont toute la valeur tient dans la qualité et la richesse des jeux d'encre, en particulier avec le lavis d'encre, plus rapide et expressif que la peinture au trait. Cette pratique sera renouvelée dans la peinture lettrée, en particulier dans le paysage philosophique de l'époque Song avec Fan Kuan et ses successeurs, mais aussi dans la peinture de figures, comme celle de Liang Kai des Song et toute la peinture d'inspiration chan.
Dans l'art du portrait, Yan Liben (v. 600-673), s'attache aux accessoires significatifs du rang dans l'aristocratie ou pour en préciser l'origine étrangère<. Il détaille d'un trait ferme ce qui parle du statut de l'individu, par son attitude et sa silhouette. Sous les Tang, le cheval, parfois portraituré, est omniprésent en peinture et en céramique.

#### Cinq Dynasties et dynastie Song à Kaifeng (Xesiècle)
C'est la grande époque dans l'essor de la peinture de paysage sur soie, à l'encre mais aussi avec des couleurs, parfois intenses, souvent légères et aujourd'hui peu visibles. Grâce à la tradition chinoise qui consiste à copier un maître dans la calligraphie comme dans l'art de la peinture sur soie, en conservant l'esprit et l'énergie, nous pouvons encore admirer, venues des collections impériales, plusieurs peintures sur rouleau vertical ou horizontal attribuées aux fondateurs du paysage monumental : Guan Tong (actif fin IXe siècle - début Xe siècle), Li Cheng (919-967), Dong Yuan (v. 934-962) et Juran (actif v. 960-980). Des paysages philosophiques chargés de signification, shanshui majestueux, où l'œil ne distingue qu'avec la plus grande attention l'homme, sur le chemin. L'espace y étant indiqué par la hiérarchie des formes : l'homme, le plus petit, puis l'arbre et les rochers, et enfin la montagne, immense. Tout ceci d'une encre plus ou moins noire ou plus ou moins lavée, pour évoquer ces formes « pleines ». La montagne est souvent encore visible dans le lointain, se dissolvant dans les nuées et dans la lumière. Dans cette construction de l'espace les plans sont séparés les uns des autres par des espaces vierges, immaculés, dont la blancheur signifie tout autant le « vide » que la mouvance des masses nuageuses ou un cours d'eau,,.
La peinture de paysage, à cette époque, est composée par masses structurées le long de grands axes et par le cheminement discret du voyageur, au parcours fragmenté par la nature figurée, sans que cela gêne à la cohérence de l'espace peint. Le paysage y est représenté pour lui-même, et les variations d'un peintre à l'autre correspondent aux lieux différents où ils résident. Montagnes abruptes du Nord dans les peintures de Li Cheng, collines au bord des lacs du Sud dans celles de Dong Yuan. Juran est connu pour avoir fait des essais sur différents papiers, réalisés à sa demande, pour en expérimenter les textures. Par ailleurs des fouilles récentes ont montré, sur les murs et sur soie, que les styles de paysage à l'encre étaient plus riches que ce que l'on pensait d'après les œuvres conservées par la tradition.
La peinture de portraits avec Li Gonglin (1040-1106) excelle à évoquer les étrangers, et les cohortes de cavaliers, leurs attitudes et leurs comportements. La scène d'intérieur qui existait sous forme de longs panoramas sous les Tang se complexifie avec la représentation de tableau dans le tableau (une forme orientale de mise en abyme : paravent sur le paravent, ou panneaux imbriqués) de Zhou Wenju, actif durant la seconde moitié du Xe siècle. Cet artiste emploie une forme proche de la perspective cavalière pour construire espaces intérieurs et architecturaux. La mode du tableau dans le tableau se poursuivra avec les autres peintres de la dynastie Song.

#### Dynastie Song à Hangzhou: (lesXIe–XIIIesiècles)
C'est la période de plein épanouissement de la culture chinoise dans les domaines de la peinture, à l'encre sur soie et sur papier, paysagère mais pas seulement, et de la céramique qui donne lieu à de multiples expérimentations pour une production d'une très grande diversité et de très haute qualité. Cette culture rayonne au-delà de ses frontières et imprègne les cultures des Liao et des Jin, au nord de la Chine. Ceux-ci vont déferler successivement sur l'Empire et repousser les Song vers le sud. Ensuite, sous les Song du Sud, les peintures de paysages se situent naturellement en bord de mer, ouverts sur de vastes horizons et ils remplacent les peintures de paysages abrupts des Song du Nord.
- Les peintres de Montagne et eau, et la peinture chan. Durant les trois siècles de la dynastie des Song, la peinture chinoise[N 10], connut un épanouissement comme jamais auparavant. La grande peinture intellectuelle atteint la parfaite maîtrise et des créations des plus singulières, en particulier dans la tradition du paysage philosophique Montagnes et Eaux, shanshui[65]. Les peintres Li Cheng, Fan Kuan, Xu Daoning, Yan Wengui, Guo Xi, Wang Ximeng, et Li Tang plus que tous les autres, servirent de références au moins jusqu'au XXe siècle[66]. Sous les Song du Sud, Ma Yuan et Xia Gui sont les parfaits exemples de la meilleure peinture de cour, spécialisés dans la peinture shanshui.

Dans le même temps Liang Kai (à la cour entre 1201 et 1204) et Mi Fu ainsi que Muqi et plus tard Wu Zhen (1280-1354) comme au Japon le peintre Sesshū (1420-1506), qui pratiquaient une peinture très enlevée, xie yi - où la spontanéité et la vivacité du trait sont privilégiés - ont laissé une profonde empreinte dans l'histoire des relations entre la peinture chinoise et la culture occidentale en tant que maîtres de la peinture chan. Le fils de Mi Fu, Mi Youren, hérita en partie de son style, apparemment « spontané », en peignant dans l'humide et, donc, avec des taches plus ou moins incontrôlables. En Europe, Johannes Itten (1888—1967) , par exemple, réalisait des peintures à l'encre dans cet esprit dès les années 1929-31.
La peinture de professionnels, gong bi, est souvent celle des peintres de cours, comme Li Di, réalisant des sujets élégants et néanmoins évocateurs du temps qui passe, par exemple, comme les peintures « fleurs et oiseaux » et la peinture réaliste, qui usent avec subtilité des couleurs qui peuvent être vives parfois. Une peinture de ce type a aussi donné lieu à une production populaire et artisanale tout au long de l'empire.
- La peinture réaliste. Dès les premières années de la dynastie, les peintres de l'Académie, tels que, probablement[72], le lettré Zhang Zeduan (à l'Académie Hanlin, sous le règne de Renzong, 1023-1063), ont travaillé à la commande pour l'empereur et la cour. Zhang Zeduan répondait au goût, partagé à la cour, pour la peinture réaliste comme c'est le cas pour Animation au bord de la rivière le jour de la fête du printemps.
- Les peintures « fleurs et oiseaux », « herbes et insectes ». Dans le domaine de la peinture, le goût de Huizong le porta vers un art à la fois précieux et intime, et fait de rapports subtils, comme on peut en trouver dans la peinture de fleurs et oiseaux. Le peintre professionnel et peintre de cour à l'Académie, Li Di, sous les Song du Sud, offre un bon exemple de ce genre élégant qui plaisait tant à la cour et qui se poursuivit dans les siècles suivants, jusque dans la céramique. François Cheng a su montrer, sans emphase, le sens des correspondances, du microcosme au reste du monde, les jeux de mots visuels qui donnent toute leur saveur à ces peintures séduisantes[73].
- Les copies. Des Song, l'histoire a surtout retenu le nom du dernier empereur des Song du Nord, Huizong (1082 - 1135), à l'existence tragique. Calligraphe hors pair, peintre et poète[N 12], il prit le plus grand soin à retranscrire des peintures anciennes de sa collection qui, sans lui, auraient été perdues, en en gardant plus l'esprit que la lettre, comme ce fut de tradition dans la peinture chinoise.

#### Dynastie Yuan (1279 - 1368)
- Les lettrés, exclus des rouages de l'administration centrale, se trouvent confrontés, pour un grand nombre, au retrait obligé ou choisi loin de la cour et loin des grandes villes. Ce qui les amène vers des formes nouvelles d'expression et de nouveaux sujets. Ceux que l'on appelle aujourd'hui les « Quatre maîtres de la dynastie Yuan » : Huang Gongwang, Wu Zhen, Ni Zan et Wang Meng[74] furent les animateurs de la résistance au souverain Yuan. La disparition de l'Académie, qui imposait les règles depuis la cour des Song, leur offrit l'occasion de la liberté et de l'« individualisme ». Dans le choix des sujets, des sujets évoquant l'inflexibilité, le renouveau, la pureté et le retrait donnèrent tous leurs sens cachés aux peintures des « quatre nobles » : bambou, fleurs de prunier, orchidée et chrysanthème. Le pin, par sa résistance et sa longévité, et le lotus qui puise sa racine dans la boue pour produire une fleur magnifique, symbole bouddhiste, sont aussi des motifs chargés de sens qui reviennent souvent dans la peinture Yuan. Les relations, au sein d'une composition entre ses constituants approfondit leur signification : relation entre des arbres perçus comme s'ils incarnaient des gentilshommes (lettrés)[75], relation entre bambou et rocher (l'un plie, l'autre résiste), entre espace vide et sujets soumis aux aléas des éléments, relation entre l'échelle minuscule d'un lettré retiré dans une humble chaumière ou un simple abri et la nature immense, montagne ou bord de mer.
- Autre trait spécifique de la peinture à la période Yuan : l'archaïsme que l’on peut constater chez Zhao Mengfu (1254–1322) lui permet d'affirmer d'un seul geste la forme et la matière d'un rocher, comme dans ce rouleau portatif avec Rochers élégants et arbres épars, où rochers et troncs d'arbres sont évoqués d’un trait sec et rapide qui provient du tracé blanc évanescent de la calligraphie ancienne[76]. Dans le groupe d'un gentilhomme toungouse et de son cheval, il utilise un autre registre expressif, en style d'esquisse, et sait évoquer le vent de tempête, combiné avec un pinceau précis, pour les vêtements en particulier. L'archaïsme, qui lui fait se référer à des artistes comme Dong Yuan[77] (des Cinq dynasties) ou plus anciens, des Ve – VIe siècle (consultables dans la collection impériale de Pékin), signifie pour lui simplicité dans les formes d'expression et économie de moyens dans la représentation de l'essence des choses, prises dans le temps et le changement perpétuel. Il resta un modèle pour de nombreuses générations. Il est aussi l'un des premiers à calligraphier sur le même support une composition littéraire personnelle[78]. Et, en tant que peintre de cour, il faut remarquer que les peintures de chevaux dans lesquelles il excellait étaient très appréciées de ces souverains venus des steppes et qui avaient conquis leur empire à dos de cheval.

#### Dynastie Ming (1368 - 1644)
C'est aussi à Suzhou (anciennement : Wu), que se développa une école de peinture lettrée, l'école de Wu. La ville avait été fréquentée par Ni Zan et Wang Meng. Zhu Derun y avait vécu en reclus. L'école de Wu compta quatre grands artistes : Tang Yin, Qiu Yin, Wen Zhengming et Shen Zhou. La peinture de ce dernier, La grandeur du mont Lu, suit la manière de Wang Meng, des Yuan. C'est un exemple typique de la peinture lettrée fondée sur un perpétuel retour, dans un esprit confucéen, à l'étude des maîtres anciens. L'étude est ici élevée au statut d'œuvre d'art pleine et entière. La peinture de Shen Zhou opère comme une synthèse de plusieurs œuvres de Wang Meng : Séjour (retraite) dans les monts Qingbian et Habiter les forêts Juqu. Shen Zhou étudia aussi les Quatre Grands Maîtres de la peinture Yuan, aussi bien que Mi Fu et Mi Youren des Song, Dong Yuan et Juran des Cinq Dynasties, du Xe siècle. Puis ayant atteint, selon lui, la maturité, il se révéla un immense créateur par des peintures « oiseaux et fleurs » dont les éléments sont pensés en résonances les uns avec les autres. Le tout étant, chaque fois, articulé à une poésie composée pour l'occasion (ici dans un style « cursive folle », par un ami).
L'autre école, qui domina la scène avec les artistes de cour, sous les Ming, est l'école de Zhe, autour de Dai Jin et l'école de Jiangxia qui s'inspirait d'un autre artiste de cour : Wu Wei. Ces deux peintres professionnels subirent le même sort. L'un fut expulsé, l'autre parti de lui-même : leur style était jugé trop « libre » par les peintres lettrés autour de Dong Qichang, le grand théoricien de l'époque, ardemment attaché à la redécouverte et à la préservation des formes anciennes.

#### Dynastie Qing (1644 - 1912)
La peinture traditionnelle chinoise multiplie les innovations au cours de cette période, au début de la dynastie, en particulier avec Yun Shouping (1633-1690) et Wang Yuanqi (1642-1715) et les peintres majeurs que sont Zhu Da (1626-1705) et Shitao (1641-1720) mais aussi au cours du XIXe siècle, où l'on peut retenir Ren Xiong (1823-1857) et Ren Bonian (Ren Yi : 1840-1896). 
Par ailleurs, une pratique nouvelle se met en place : la peinture d'exportation vers l'Occident. Il s'agit de techniques inspirées de la peinture à l'huile, très colorée, mais simplifiée (la couche picturale est mince), le support peut être le papier de moelle et le travail est souvent divisé pour une production en série. Le peintre Youqua dirigeait une telle industrie à Canton. Utilisant des effets de perspective à l'occidentale pour les vues de demeures chinoises, ces images permettent aux occidentaux d'avoir un aperçu sur le mode de vie chinoise. C'est seulement cette peinture chinoise que découvrent les amateurs et la plupart des artistes occidentaux au XIXe siècle. Par contre le goût pour le japonisme, à la fin du siècle, permet d'introduire le regard occidental sur des dessins très enlevés, au pinceau, réalisés par des peintres de l'Ukiyo-e, comme ceux d'Hokusai (1760-1849), et sur certains peintres japonais, comme Sesshū (1420-1506), très proches de la peintre chinoise chan.

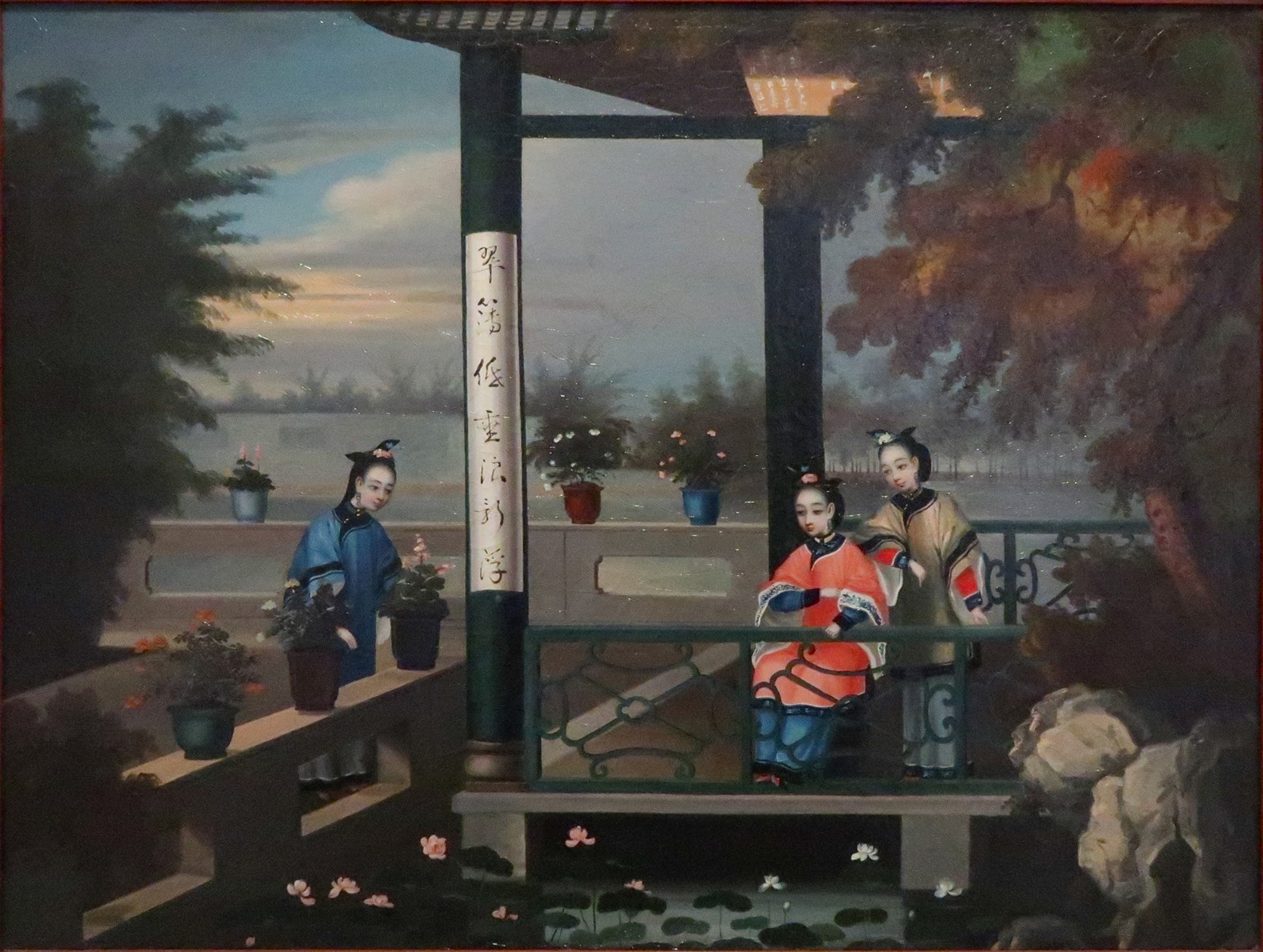
Youqua, av. 1844. Dames, autour d'un bassin. Huile/toile, 45 x 60 cm. Musée des Beaux-Arts de La Rochelle
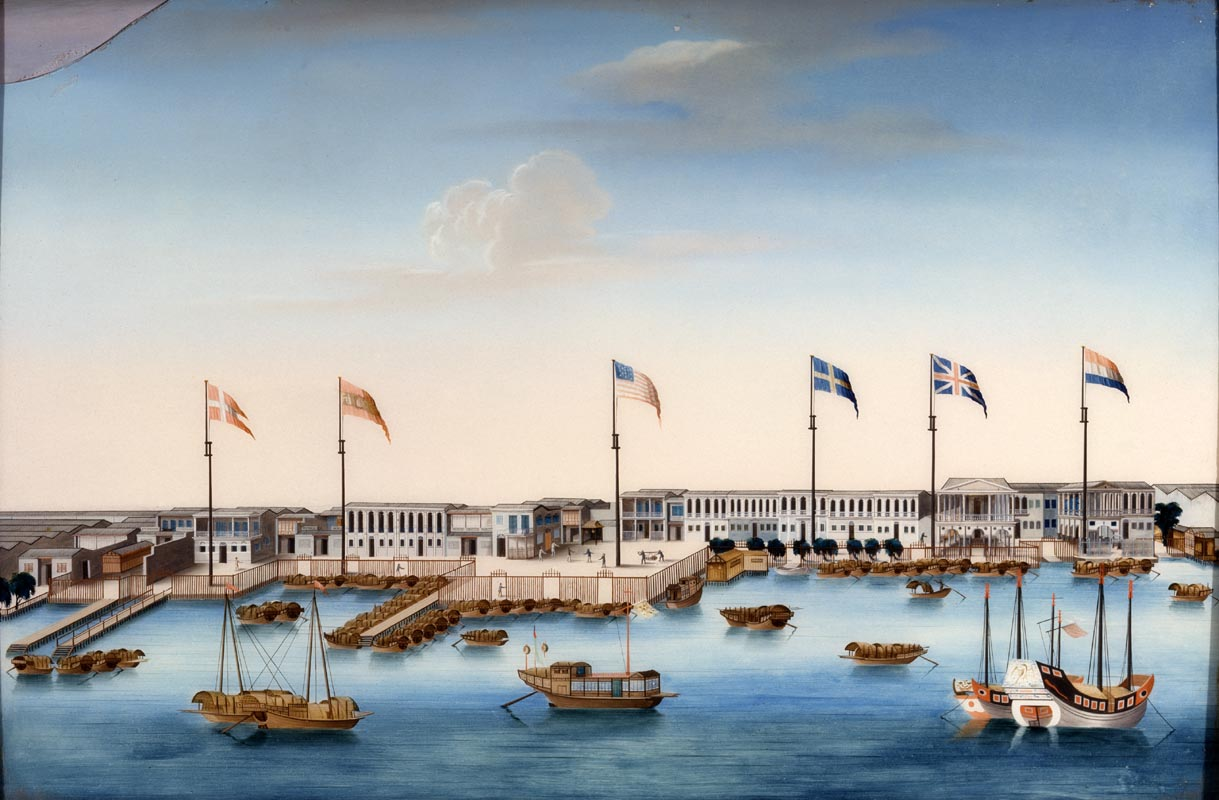
Les factories de Canton. Fixé sous verre: peinture à l'huile au dos du verre. 1805. Peabody Essex Museum

### Modernisation et occidentalisation de la peinture chinoise
Durant le premier quart du XXe siècle, plus précisément depuis l'instauration de la république en Chine en 1911 certains jeunes peintres lettrés ont étudié l'art de la peinture occidentale à l'étranger, afin de revitaliser leur culture, à la recherche de nouvelles idées. De retour en Chine, ils ont su combiner leurs nouvelles connaissances avec les matériaux et les techniques traditionnels chinois. De là commence la modernisation de la peinture chinoise.
Ce nouvel essor de la peinture chinoise est donc dû au contexte historique du pays.
Durant la première moitié du siècle, la Chine a continué à être le théâtre de querelles politiques internes et la cible d'invasions étrangères. En 1949, la République populaire de Chine a été créée. Les artistes ont alors produit des œuvres glorifiant l'entrée dans une ère nouvelle, le renouveau du pays et l'avenir du peuple. Nombre d'artistes, formés à l'école de la tradition, ont entrepris de voyager pour enrichir leur art tout en peignant des scènes de la vie courante.
Zao Wou-Ki, très jeune, vers l’âge de vingt ans, alors qu’il terminait ses études à l’École des Beaux-Arts d’Hangzou, fut attiré et influencé par la peinture occidentale moderne et rejoignit la France.
T’ang Haywen s’installe en France la même année ; il adopta une attitude plus fidèle à l’esprit de la tradition si ce n’est à sa forme puisqu’il devait, après une période d’assimilation des techniques occidentales, revenir à la pratique exclusive de l’encre pour lui insuffler une nouvelle forme, abstraite et radicalement moderne.
Découvert par les jeunes générations, via de grandes rétrospectives en Chine Populaire ces dernières années, Zao Wou-Ki est l’artiste qui introduit de l’extérieur la modernité abstraite occidentale dans l’art chinois de cette seconde moitié du XXe siècle. Mais si Zao Wou-Ki a toujours dénié à la tradition une quelconque influence formelle sur son art, il reconnaît volontiers, évoquant ses encres, qu’il ne saurait être fondamentalement en opposition avec celle-ci : « Il ne s’agit pas de renouer avec la tradition de la peinture chinoise actuelle ou même de celle d’après les Song. Mais je crois en elle. Elle m’a beaucoup aidé à retrouver un certain moi-même que j’avais oublié, qui était enfoui sous des choses. Je me suis dégagé d’elle. Il me semble qu’elle fait maintenant partie de mon univers (…). Le jet immédiat de l’encre sur le papier produit un vide construit chargé de poésie. L’encre et le papier me donnent beaucoup de lucidité pour atteindre le silence. Grâce à eux, il se forme un espace que l’on ne peut avoir en peinture ».

## Liste de peintres chinois célèbres (中国画家大师 zhōngguó huàjiā dashi)

### Modernes et contemporains (近代 jìndài)
- Qí Bái Shí (齐白石 1864 — 1957)
- Xu Beihong (徐悲鸿 1895 — 1953)
- Zhang Daqian (张大千 1899 — 1983)
- Yú Fēi Àn 于非闇
- Fù Bào Dàn 傅抱石
- Li Xiongcai (黎 雄才)
- Lin Feng Mian (1900 — 1991)
- Teng-Hiok Chiu (1903-1972)
- Lu Yanshao (陆俨少 1909 — 1993)
- Chu Teh-Chun (朱德群 1920 — 2014)
- Wu Guanzhong (吳冠中 1919 — 2010)
- Zao Wou-Ki (趙無極 ou 赵无极 1920 — 2013)
- Jiang Shanqing (蒋山青1961—)
- Zhao Guojing (1950 -)
- Fan Zeng (范曾 1938 —)
- Shen Hanwu (沈漢武 1950 —)
- Wang Meifang (1950 —)
- Tsai Youlong (1952 —)
- Wang Shiyan (王时焰 1949 —)
- Feng Xiao-Min (冯骁鸣 1959 —)
- Wang Keping (1949 —)
- Huang Rui (1952 —)
- Li Shuang (1957 —)
- Zhang Xiaogang (1958 —)
- Yue Minjun (1962 —)
- Qiang Wang (1962 —)
- Zeng Fanzhi (1964 —)
- Shen Jingdong (1965 —)
- Li Chevalier (诗蓝 1961—)

## Cote
- Un rouleau de l'empereur Huizong (Le croquis des oiseaux précieux), vendu à Beijing pour 25,3 millions de yuan (2,31 millions d'euros) en 2002 et revendu 55,1 millions de yuan le 20 février 2010 .